# Хронология вторжения России на Украину (апрель 2024)
Данная статья является частью хронологии широкомасштабного вторжения РФ на Украину и описывает события, произошедшие в апреле 2024 года.

## 1 апреля
Мэр Харькова отчитался, что к 1 апреля российскими обстрелами была разрушена почти вся энергетическая инфраструктура города. Нанесённый ущерб он оценил в более чем $10 млн. По словам мэра, Россия использует новые снаряды радиусом действия до 90 км, что позволяет запускать их из Белгорода. В течение дня российские военные также атаковали крылатыми ракетами Кривой Рог.
Глава Киевской городской военной администрации подсчитал, что за январь-март российские военные только в направлении города выпустили 139 ракет и 48 беспилотников «Шахед». Однако в ночь на 1 апреля Вооружённые силы Украины сообщали, что Россия запустила только 3 беспилотника. Известно, что в результате обстрела пострадало пожарно-спасательное подразделение в Харьковской области.

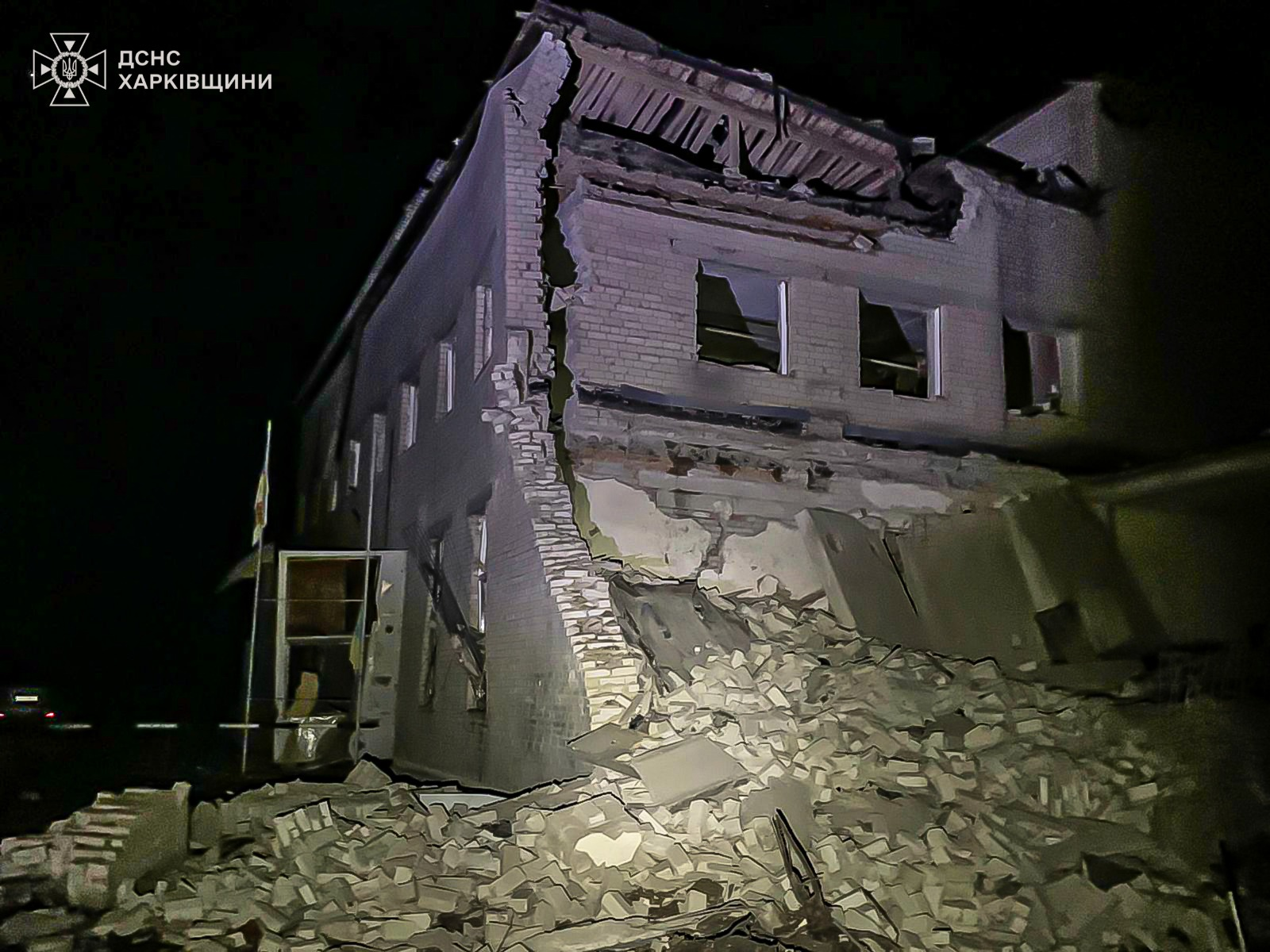
Разрушенное пожарно-спасательное подразделение в посёлке Казачья Лопань Харьковской области

Над Белгородской областью 1 апреля было сбито 19 ракет, выпущенных из систем залпового огня. Известно о 9 пострадавших по области. В селе Терезовка были повреждены линии электропередач, и жители временно остались без света. В Липецкой области также вводили режим ракетной опасности, но о пострадавших не сообщалось.
ВСУ насчитали, что за сутки российские военные нанесли 7 ракетных и 61 авиационных удара, а также совершили 89 обстрелов из реактивных систем залпового огня по позициям украинских военных и городам. Минобороны России отчиталось, что военные уничтожили на Авдеевском направлении шестой по счёту танк Abrams. 1 апреля в украинской армии началась демобилизация военных, которые проходили срочную службу на момент введения военного положения.
МИД России в очередной раз призвало власти Украины к немедленному аресту и выдаче лиц, причастных к теракту в «Крокус Сити Холле» и другим терактам против России. Следственный комитет РФ потребовал заочно арестовать мэра украинского города Черновцы из-за постов об убийствах мирных жителей во время оккупации Киевской области. Служба безопасности Украины заочно обвинила Маргариту Симоньян в пропаганде геноцида украинцев, о пропаганде войны и об оправдании агрессии РФ в отношении Украины.

## 2 апреля

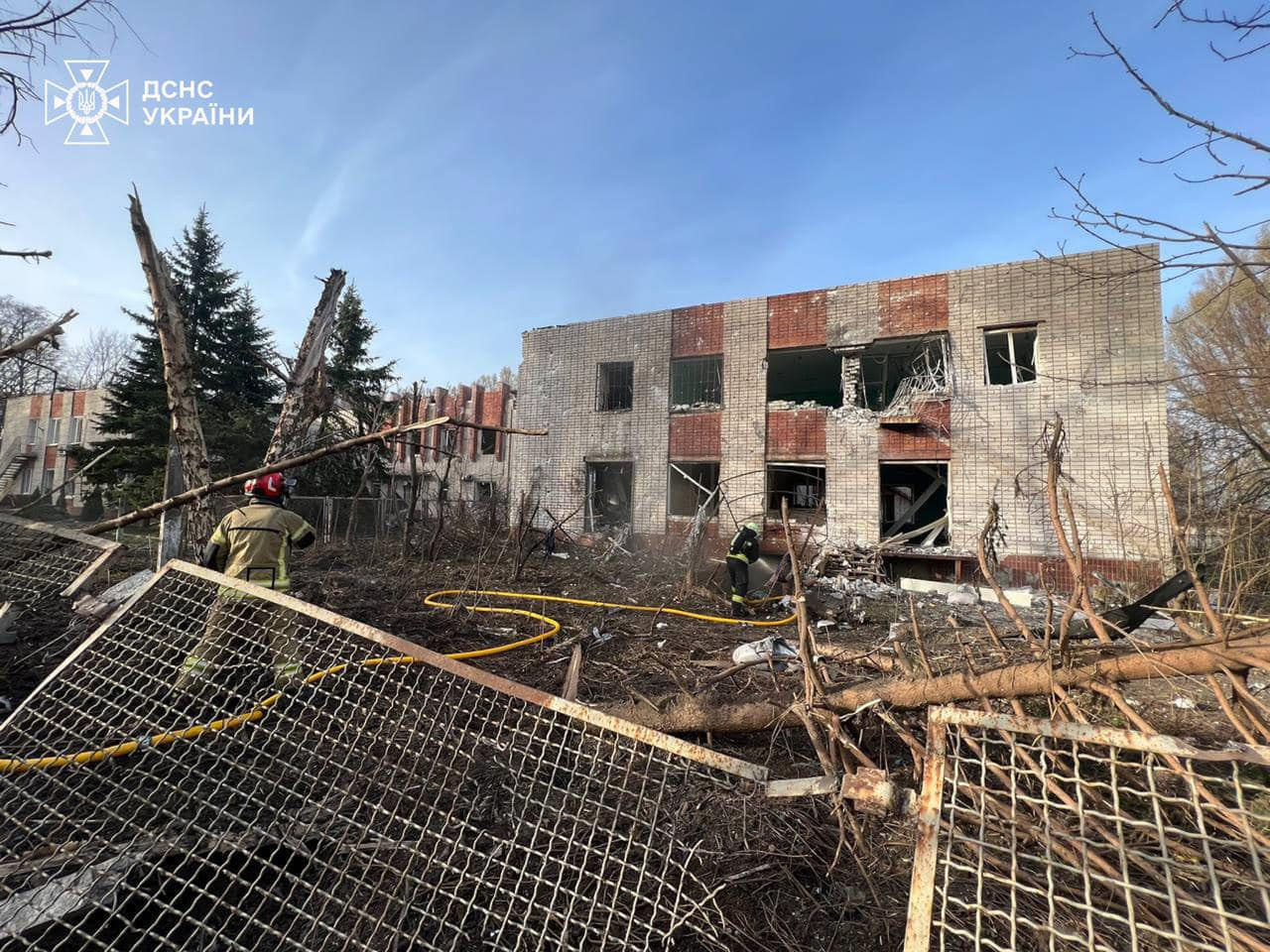
Детсад в Днепре после удара

2 марта в результате российского ракетного обстрела Днепра были повреждены детский сад, колледж и производственные здания. Были ранены 18 человек, включая детей. Также сообщалось об атаке дронов в Кировоградской области, где был повреждён энергообъект. Над Днепропетровской областью было сбито до 9 дронов. ВСУ также сообщали, что российская тактическая авиация сбросила управляемые бомбы на территорию Харьковской области.
ВСУ заявили, что сбили российский беспилотник «Форпост», стоимость которого оценивается в $7 млн. Он попал под обстрел Одесской зенитно-ракетной бригады в акватории Чёрного моря. Параллельно, в татарстанских Елабуге и Нижнекамске украинские беспилотники атаковали завод по производству сборке российских дронов-камикадзе, НПЗ «Танеко» и колледж «Алабуга», из-за чего пострадали как минимум 13 человек. Белгород был обстрелян дважды. И хотя российским военным удалось сбить 17 ракет залпового огня, были ранены минимум 9 человек и повреждены несколько десятков домов.
Министр обороны РФ Сергей Шойгу отчитался 2 апреля о захвате с начала 2024 года в общей сложности 403 км² украинской территории. По его словам, за март российской армии удалось занять населённые пункты Невельское, Орловка, Тоненькое, Красное, Мирное в Донецкой и Запорожской областях. Потери ВСУ якобы составили более 80 тыс. человек, 14 тыс. единиц различного вооружения, в том числе 1,2 тысячи танков и ББМ. Российский OSINT-ресурс LostArmour подсчитал, что с начала года российские войска заняли только 315 км². Telegram-каналы отмечали, что в районе Тоненького в направлении Уманского и Бердычей шли напряжённые и малоуспешные бои.
У западной границы Беларуси начались военные учения, которые должны были показать рядовым «как действовать в случае введения военного положения». Министр цифровой трансформации Украины
Михаил Фёдоров анонсировал разработку дрона с дальностью более 1 тысячи км. Он подтвердил, что страна наращивает производство в этой отрасли, и надеялся, что уже к концу 2024 года в распоряжении ВСУ появятся прототипы дронов с искусственным интеллектом.
Президент Украины Владимир Зеленский подписал закон, который сократил нижний предельный возраст призыва по мобилизации с 27 лет до 25, что позволит пополнить мобилизационный резерв. Также был отменён статус «ограниченно годных к военной службе». В Алма-Аты сообщали о листовках с информацией о наборе в легион «Свобода России».
2 апреля в Гааге стартовала межправительственная конференция «Восстановление правосудия для Украины», на которой обсуждали возможность трибунала для российского военного и политического руководства. На встрече был представлен Реестр ущерба Украине от РФ, куда жители, потерявшие дома, могут внести свою информацию. Параллельно стало известно, что Агентство США по международному развитию выделило Украине 100 электрогенераторов, комбинированных теплоэнергетических установок и машин экстренной помощи.
В России заочно приговорили к более 8 годам колонии бывшего издателя проекта «Медиазона» Петра Верзилова. Украинский посол в Германии Алексей Макеев обвинил редакцию газеты Berliner Zeitung в пропагандизме из-за манеры освещения войны и высказался против работы в издании журналистов, ранее работавших в российской прессе, хотя ранее он не высказывался против их работы. В ответ редакция газеты попросила его уважать свободу слова.

## 3 апреля
Российские военные в ночь на 3 апреля применили 4 ударных беспилотника типа «Шахед» над Хмельницкой, Житомирской, Кировоградской и Черкасской областями. Одновременно Донбасс был атакован 3 зенитными управляемыми ракетами С-300. В результате атаки по Краснопольской общине Сумской области погиб 45-летний мужчина. The Washington Post сообщал, что ФСБ РФ вынуждает украинцев шпионить в пользу России, шантажируя их благополучием пленных родственников.

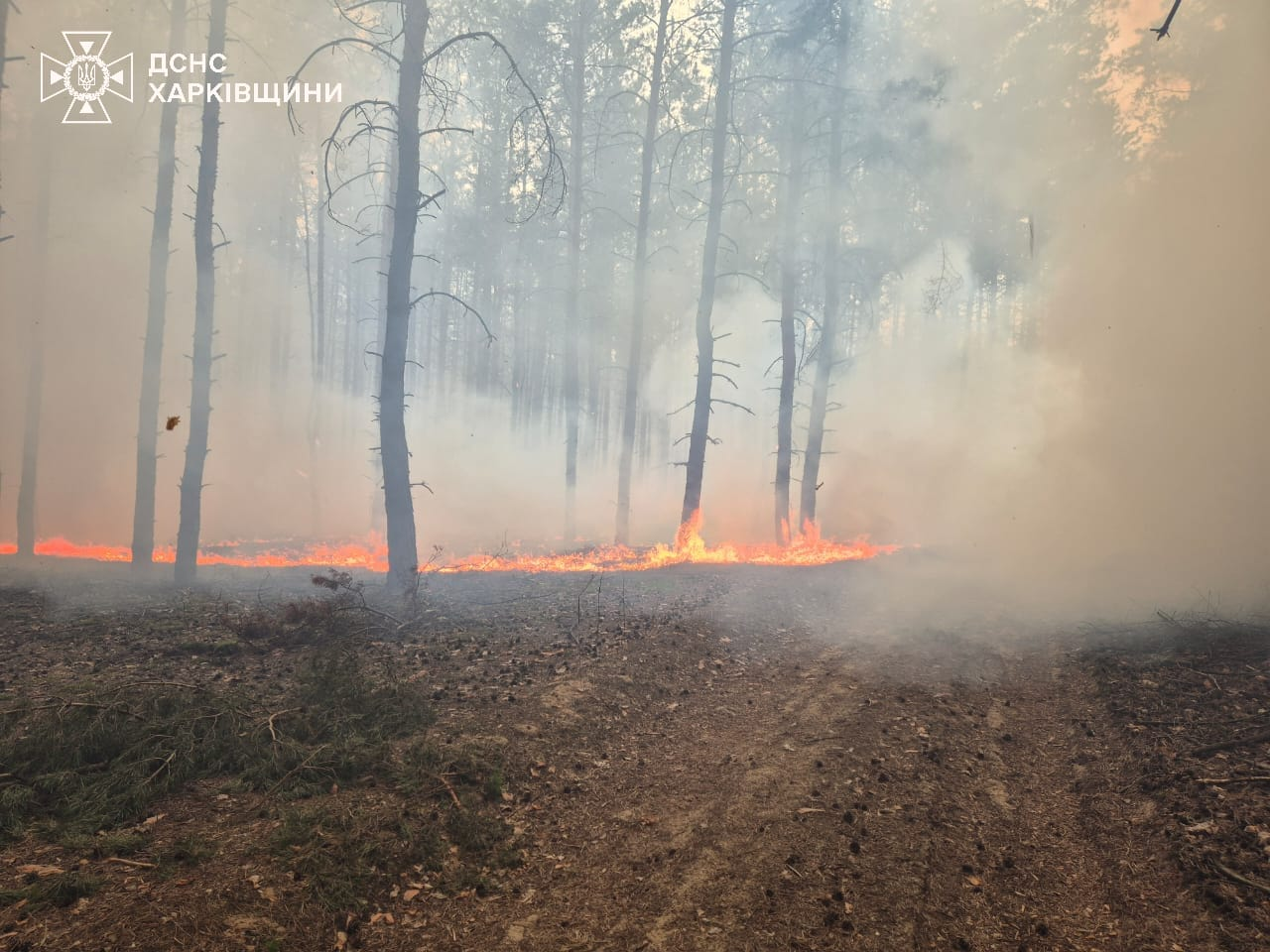
Горящий лес в Харьковской области после российского обстрела

The Guardian сообщал, что Главное управление разведки Украины в первой половине 2024 года намерено совершить третью попытку уничтожить Крымский мост и якобы уже располагает «большинством средств для выполнения этой задачи». Издание отмечало, что атака на мост входит в одобренный Владимиром Зеленским план по «минимизации» присутствия России в Чёрном море.
Некоторые Telegram-каналы заявляли о взятии российскими войсками села Водяное рядом с Авдеевкой и продвижении под Бахмутом. Сообщалось об ожесточённых боях в Новомихайловке, Первомайском, Тоненьком, Семёновке и Бердычах. Обозреватели Politico опасались развала фронта из-за задержек с законопроектом о военной помощи в Конгрессе США. По их подсчётам, для удержания фронта ВСУ необходимо 4 млн боеприпасов и 2 млн дронов. Зеленский в интервью Washington Post подтверждал, что возможности Украины на поле боя зависят от решения Конгресса. Агентство Bloomberg одновременно предполагало, что Владимир Путин готовится к войне на истощение, так как у ВС РФ нет ресурсов для прорыва и руководство надеется «пережить западных сторонников».
Минобороны сообщило, что за первые три месяца этого года контракт с Вооружёнными силами РФ подписали более 100 тыс. человек, большинство новых добровольцев якобы «хотят отомстить за погибших» в теракте в «Крокусе». Однако в 2024 году число добровольцев сократилось на треть в сравнении с 2023 годом (в среднем 1087 и 1479 человек соответственно). Владимир Зеленский считал, что российские власти планируют мобилизовать дополнительно 300 тысяч военнослужащих к 1 июня, хотя российская сторона это отрицала. Военные эксперты называли мобилизацию необходимой, если Россия планирует взять Харьков для создания «санитарной зоны», о которой ранее упоминал Владимир Путин.
BBC в начале апреля расследовало, как удары дронов по НПЗ повлияли на российскую экономику. К концу марта, когда произошло 14 атак дронами, около 14 % российских первичных нефтеперерабатывающих мощностей были выведены из строя. Росстат сообщал, что объёмы производства снизились с 18 по 24 марта на 7,4 %, цены на бензин выросли на 0,08 %.
Генсек НАТО предложил создать специальную миссию НАТО по Украине и согласовать помощь Киеву на сумму 100 млрд евро. В подготовке к саммиту по случаю 75-летней годовщины создания альянса министры иностранных дел Германии, Франции и Польши опубликовали заявления об ошибочности предшествующей «политики уступок»: «Мы не должны допускать никаких „серых зон“, потому что Путин рассматривает их как приглашение к подрыву территориальной целостности и суверенитета, к проведению воображаемых линий на карте и, в конечном счёте, к применению военной силы». Так, Чехия уже выступила с инициативой по закупке более 800 тысяч боеприпасов для Украины, на которую Германия согласилась внести 576 млн евро. Украина и Финляндия подписали 3 апреля соглашение о сотрудничестве в области безопасности на 10 лет.
С 3 апреля Samsung Pay прекратил поддержку карт российской платёжной системы «Мир».
Представители Китая, Саудовской Аравии и Индонезии в частном порядке призвали ЕС отказаться от конфискации замороженных российских активов. Параллельно российские власти начали процесс национализации оставленного собственниками жилья на оккупированных украинских территориях.
Судьи в Адыгее признали 3 апреля виновным в государственной измене школьника 2005 года рождения, который якобы фотографировал военные части в Майкопе и отправлял кадры «представителю иностранного государства». В Московской области суд осудил школьника на 6 лет воспитательной колонии за поджог двух военкоматов. Одновременно подмосковные органы расследовали первое дело о создании диверсионного сообщества за организацию подростков для поджога релейных шкафов на железной дороге. Кроме того, с января по апрель 2024 года в реестр «террористов и экстремистов» Росфинмониторинга попало 17 детей, самому младшему из которых 14 лет.

## 4 апреля
В ходе российской атаки по Харькову ночью 4 апреля погибли как минимум четверо мирных жителей, в том числе трое спасателей, не менее 11 человек получили ранения. Из-за обстрелов на резервное питание была переведена научно-исследовательская ядерная установка «Источник нейтронов» в Харьковском физико-техническом институте. Украинский «Энергоатом» заявил, что Запорожская АЭС на грани очередного блэкаута — в 10:06 по местному времени из-за российских обстрелов отключилась воздушная линия электропередачи, обеспечивающая энергоснабжение станции от украинской энергосистемы.

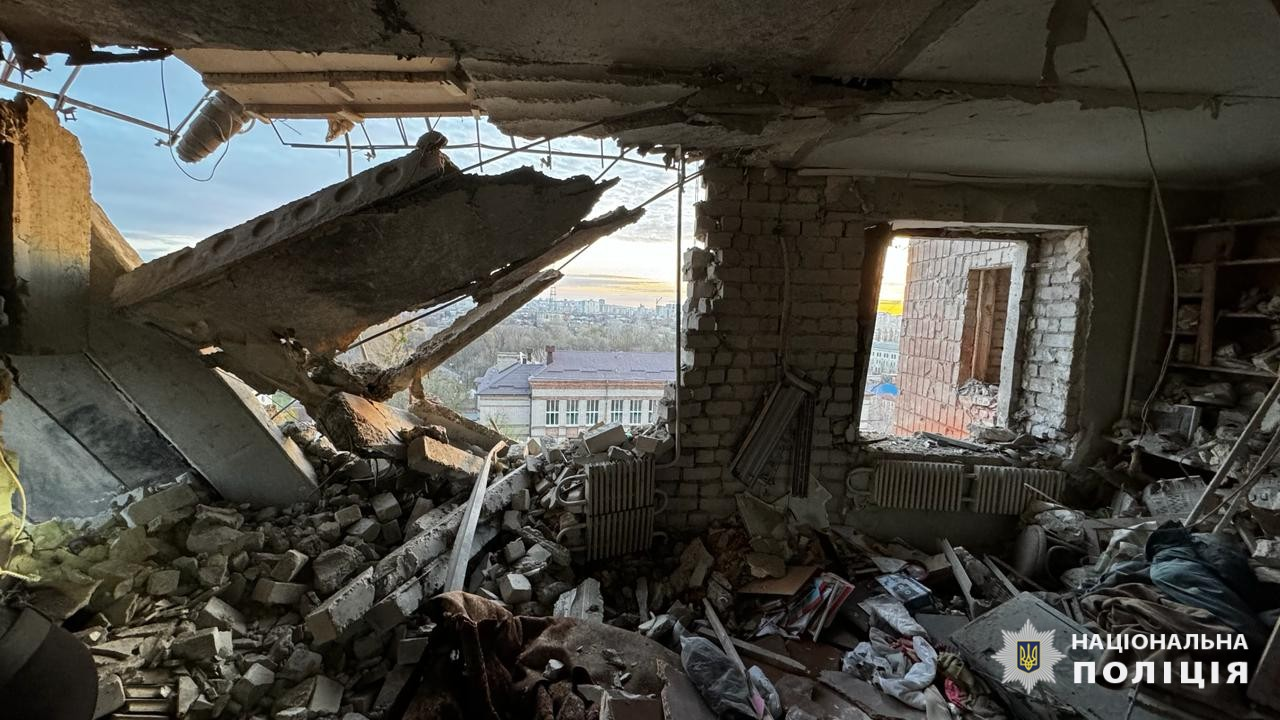
Дом в Харькове после удара 4 апреля

Министерство обороны Великобритании в своём отчёте писало, что за март число сообщений о российских атаках на всей линии фронта сократилось на 9 % по сравнению с февралём (с 2340 до 2120). Украинские и российские источники сообщали о продвижении российских войск под Авдеевкой и Марьинкой. Мэр Часового Яра 4 апреля заявил, что в городе сложилась наиболее сложная с начала российского вторжения ситуация.
На подконтрольной России территории в Новой Каховке при атаке украинскими дронами погибли 2 рабочих. Также украинские военные атаковали село Вознесеновка Белгородской области. Несмотря на участившиеся обстрелы, город был включён в числу пяти городов-лидеров по комфорту жизни, опубликованный Минстроем России.
НАТО объявило о создании невоенной миссии на Украине. Альянс планировал использовать свои координационные, обучающие и планирующие возможности для поддержки Украины. Но на встрече в Брюсселе Главы МИД стран НАТО не приняли решение о создании нового фонда для военной помощи Украине с бюджетом 100 млрд евро. Позднее МИД Британии и Франции заявили, что «цена неспособности поддержать Украину сейчас будет намного выше, чем цена отпора Путину [в случае победы России]». Министр иностранных дел Украины получил подтверждение, что члены НАТО понимают срочную необходимость Украины в системах Patriot, и некоторые страны согласились пересмотреть свои запасы.
Телеканал ARD сообщал, что немецкие компании Knauf и WKB Systems продолжают работу с российскими компаниями, восстанавливающими Мариуполь. Премьер-министр Латвии сообщил о планах отправить Украине дронов на миллион евро.
Согласно социологическим опросам по заказу Международного республиканского института, поддержка Владимира Зеленского упала с 90 % в начале войны до 60 % к началу апреля 2024 года. Из положительно настроенных 22 % одобряли политику президента полностью и 41 % — склонялись к одобрительной оценке. Тогда как деятельность Верховной Рады одобряли только 19 % опрошенных; 88 % — верили в победу над Россией. При этом The Washington Post считал, что для президента «варианты того, что делать дальше — не говоря о том, как выиграть войну — ранжируются от плохого к худшему». Министр иностранных дел России назвал мечтами заявление Зеленского о переговорах с Москвой, если ВСУ выйдут на границы 2022 года.
4 апреля суд в Донецкой области приговорил к пожизненному заключению за государственную измену жителя Краматорска, который в июне 2023 года сдал в МВД ДНР информацию о дислокации украинских военных возле пиццерии Ria Pizza. В результате последовавшей атаки погибли 13 человек. В России одновременно были вынесены приговоры по двум делам о госизмене за сбор информации о сотрудниках ФСБ Мордовии и об оборонных объектах в Омске. Басманный районный суд Москвы заочно арестовал украинского националиста Дмитрия Корчинского.

## 5 апреля
В ночь на 5 апреля Украина провела одну из самых массированных атак дронами за всю историю войны — Минобороны РФ отчиталось о 52 сбитых БПЛА из 53, запущенных по Ростовской, Курской, Белгородской областям и Краснодарскому краю. По другим данным, количество сбитых БПЛА варьировалось от 40. Украинские СМИ сообщали, что минимум 3 российских самолёта Ту-95МС и два Су-25 были повреждены при атаке по военным аэродромам под Энгельсом (Саратовская область), в Ейске (Краснодарский край) и в Курской области. Кроме того, украинские дроны атаковали аэродром в Морозовске Ростовской области. Губернатор сообщил, что ПВО уничтожили 40 целей и что в регионе пострадала электроподстанция. Об атаке на аэродром власти не сообщали. «Украинская правда» писала, что в результате были уничтожены как минимум шесть самолётов, вероятно, Су-24, Су-24М и Су-34. По сведениям «Радио Свобода», на аэродроме в Морозовске базируется 559-й гвардейский бомбардировочный авиационный полк 1-й гвардейской смешанной авиационной дивизии ВВС РФ. Воздушную тревогу также включали в Севастополе, движение по Крымскому мосту было приостановлено.
Власти самопровозглашённой ДНР заявили, что российские войска вошли в пригород Часова Яра. Reuters назвал это тяжёлой потерей для украинской армии. На следующий день главнокомандующий ВСУ опроверг эти заявления: «Все попытки противника прорваться к населённому пункту потерпели неудачу». Хотя он признавал, что ситуация в регионе остаётся сложной.
Вечером пятницы российские войска обстреляли Запорожье, в результате чего были разрушены жилые дома, торговые помещения. Предположительно, целью атаки был завод «Мотор Сич», где собирают двигатели для военных самолётов и ремонтируют технику ВСУ. После первого удара, когда на место удара приехали спасатели, полицейские и журналисты, был нанесён ещё удар. Известно о 4 погибших и 20 раненых, из которых двое были журналистами. В Днепропетровской области сообщалось о раненом мирном жителе в результате обстрела Никополя, Марганецкой и Мировской общин. Власти непризнанного Приднестровья также сообщили об атаке на радиолокационную станцию на воинской части Минобороны в 14:35 по местному времени. Владимир Зеленский во время поездки в приграничные регионы подчёркивал тяжёлое положение местных жителей. По его подсчётам за 2023 год, российские войска выпустили по приграничным районам области 15 тысяч снарядов.
Генсек НАТО Йенс Столтенберг подчёркнул, что поставки истребителей F-16 не может стать «серебряной пулей» в борьбе с Россией. Издание La Repubblica сообщило, что НАТО неофициально рассматривало вариант, при котором за Россией останутся захваченные ею территории, а оставшаяся часть Украины вступит в НАТО. Одновременно глава МИД Норвегии допустил ввод войск для помощи Украине в долгосрочной перспективе. The New York Times сообщала, что Германия и США против вступления Украины в союз на июльском саммите в Вашингтоне.
Глава Олимпийского комитета России назвал теннисистов, которые собираются поехать на соревнования под белым флагом, «командой иноагентов». Министр транспорта Чехии в интервью Financial Times заявил, что за последние два года Россия предприняла «тысячи попыток» нарушить железнодорожное сообщение, включая хакерские атаки на сигнальные системы и сервисы по продаже билетов. Газета «Радио Свобода» сообщала о российских вербовщиках, которые ездят по колониям, убеждая заключённых подписать контракт обещаниями грабежей и защиты от преследования МВД.

## 6 апреля
Во время ночного и дневного ударов по Харькову пострадали Шевченковский район города, где были повреждены 9 жилых многоэтажек, 3 общежития, 2 детских сада, 3 школы, АЗС и несколько десятков магазинов. Погибло не менее 7 человек, 11 были ранены. Всего за ночь ВСУ насчитали 32 атаки беспилотников, 28 из которых удалось сбить. Утром 6 апреля российские войска запустили ещё 3 ракеты из системы С-300 из Белгородской области, 2 ракеты Х-101/Х-555 с самолётов стратегической авиации из Саратовской области и 1 ракету «Калибр» из акватории Чёрного моря. В результате атак 6 апреля в Одесской области погиб 1 мирный житель, в Покровском районе Донецкой области от артиллерийских обстрелов погибли 5 человек и ранены двое. В Днепропетровской, Запорожской, Кировоградской, Полтавской и Сумской областях были снова введены поочерёдные отключения электроэнергии.
Главное управление разведки Минобороны Украины объявило 6 апреля об атаке трубопровода для нефтепродуктов в Азове Ростовской области. Региональные власти эту информацию не подтверждали. Над Белгородом было сбито 10 воздушных целей на подлёте к городу, были повреждены 12 многоквартирных домов, но пострадавших не было.
6 апреля стало известно о пакете долгосрочной помощи Украине в размере $2,3 млрд, который обсуждал МИД Южной Кореи. Также власти страны заявили о готовности выделить через трастовый фонд НАТО $12 млн на реабилитацию раненых украинских солдат.
Владимир Зеленский пообещал, что Украина в 2024 году поставит больше дронов. Издание Bild предполагало, что украинские военные смогут к концу года поражать Урал и Заполярье беспилотниками, способными пролететь более 2000 км.
Секретарь Совбеза РФ заявил, что украинское посольство в Душанбе якобы вербует наёмников. Украинские дипломаты отрицали это обвинение. При этом на Украине «Слідство.інфо» сообщало, что одному из его журналистов пытались вручить повестку из-за расследования о жене руководителя департамента кибербезопасности СБУ.

## 7 апреля
В ночь на 7 апреля, по заявлениям ВСУ, им удалось сбить все 17 российских дронов. Обломки одного из них попали в жилой дом в Харькове. Также сообщалось о ракетных обстрелах. Украинские СМИ сообщали, что в ночь на 7 апреля ВС РФ сбросили управляемую авиабомбу на жилой район города Купянска в Харьковской области. Был разрушен многоэтажный дом, погибла женщина. Днём из-за российских обстрелов ракетными комплексами «Град» погибло 3 человека в Гуляйполе, по подсчётам запорожских властей. Сообщалось о 4 попаданиях около 11:00 в Харькове и области, из-за чего пострадало несколько мирных жителей; были повреждены 5 жилых домов, гаражи и автомобили. В Покровском районе Донецкой области при обстреле погибли 5 человек, включая подростка. Российская сторона не комментировала атаку, но сообщала, что украинские войска обстреляли оккупированный Будённовской район Донецка, где были ранены 11 человек.

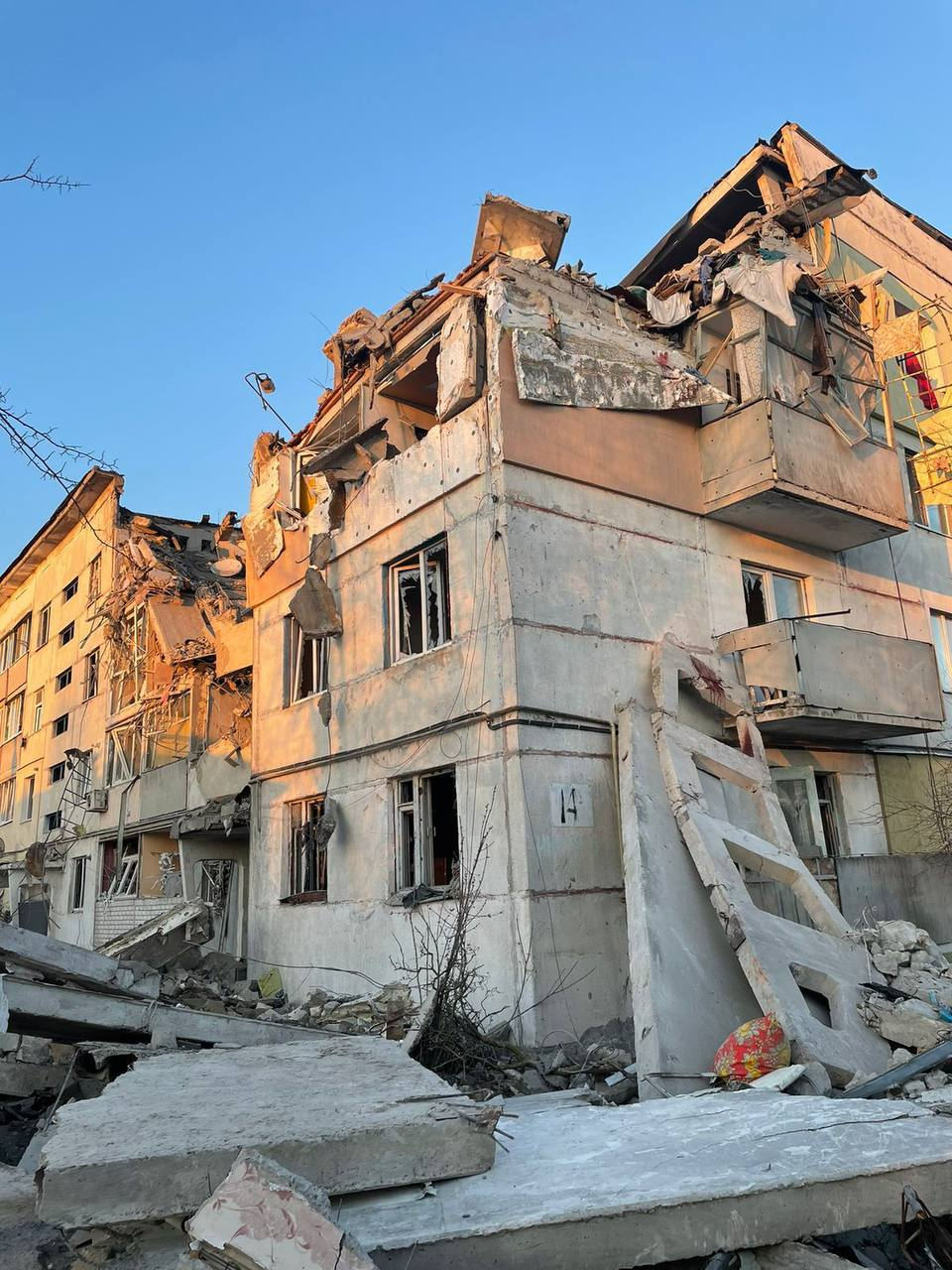
Последствия обстрела Купянска

На территории России в белгородском селе Шагаровка обломки сбитого дрона попали в автомобиль, в котором находилась семья из 6 человек (1 погибший). В селе Дроновка 4 дрона повредили газопровод и уничтожили 4 автомобиля, о пострадавших не сообщалось. Всего губернатор области сообщал о 4 сбитых над областью беспилотниках, тогда как Минобороны РФ отчитывалось о 12 подбитых беспилотников над Белгородской областью и 3 над Брянской.
Российское руководство Запорожской АЭС заявило об обстреле со стороны ВСУ: 7 апреля в 11:38 утра над станцией был сбиты 2 дрона-камикадзе, обломки которого упали на кровлю энергоблока № 6. Сообщалось также о повреждении грузовика с едой возле столовой предприятия и обломках, упавших возле грузового порта (ранены 3 сотрудника). Главное управление разведки Украины, наоборот, возложило ответственность за происшествие на российские войска, назвав удар беспилотника «имитационным». МАГАТЭ подтвердило, что впервые с ноября 2022 года была повреждена защитная оболочка реактора как минимум в 3 местах. Взрыв дрона на территории АЭС подтвердил глава Международного агентства ООН по атомной энергии. Более 400 тысяч абонентов в Харьковской области были обесточены.
Глава ГУР назвал ситуацию на фронте «сложной, но контролируемой». Он ожидал российское наступление в конце весны в первую очередь под Донецком и подчёркивал необходимость дополнительной военной помощи. Командующий сухопутными войсками ВСУ подтвердил серьёзную нехватку солдат: «Не хватает людей, на кону — судьба страны». Он обвинил российскую пропаганду в том, что многие украинцы считают мобилизацию нарушением прав, а не необходимостью. Известно также о серьёзной нехватке боеприпасов, что вынуждает некоторых украинских военных собирать неразорвавшиеся снаряды после отступления войск.
7 апреля в социальных сетях было распространено видео с расправой над пленными украинскими военными, которое, по мнению украинской прокуратуры, произошло возле села Крынки на оккупированной части Херсонской области. Уполномоченный Верховной рады Украины по правам человека обратился в связи с нарушением гуманитарных законов в ООН и Международный Комитет Красного Креста. Глава украинской прокуратуры по противодействию преступлениям подтвердил, что органам известно о 54 расправами над украинскими пленными. Возбуждено 27 уголовных дел. Кроме того в начале апреля ВСУ сообщали, что за два года Россия произвела 626 атак с использованием слезоточивого газа «Сирень» и других веществ. Использование этого газа во время войны запрещено Конвенцией о запрещении химического оружия.
ФСБ России обнародовала 7 апреля смонтированное видео допроса четверых подозреваемых в теракте в «Крокус Сити Холле». Они подтвердили, что якобы собирались выехать на Украину после атаки, и назвали имя одного «связного». В эфире провластного «Первого канала» заявили, что подозреваемые планировали пересечь границу в районе заминированной буферной зоны аннексированной северо-восточной территории Украины. Позднее СКР повторил заявление о связи подозреваемых с Украиной, не предоставив подтверждений. Российские политики также продолжали настаивать на связи теракта с «официальными лицами нацистской „Украины“», не предоставляя доказательств.
Газета Washington Post рассказала о намерениях Дональда Трампа в случае победы на выборах, остановить войну на Украине, надавив на Киев. Предвыборный штаб позднее опроверг намерение политика заставить Украину уступить России Крым и Донбасс в случае его победы.

## 8 апреля
Командование Воздушных сил ВСУ сообщило о 24 атаках дронами «Шахед» со стороны России, из них 17 удалось сбить. Обломки повредили логистическо-транспортный объект и АЗС; 14 населённых пунктов осталось без света в Одесской и Николаевской областях. Financial Times отметила, что российские военные специально атакуют электростанции в менее защищённых, чем Киев, регионах. Аналитики издания полагали, что некоторые из этих объектов не удастся восстановить к следующей зиме. По подсчётам министра энергетики, всего на 8 апреля были повреждены до 80 % украинских тепловых электростанций и более половины гидроэлектростанций. В ответ Европейский союз мобилизовал чрезвычайную энергетическую помощь и отправил в страну 157 электрогенераторов различной мощности, а также 10 электрогенераторов мощностью 1 МВт из собственных стратегических запасов RescEU на сумму 3,57 млн евро.

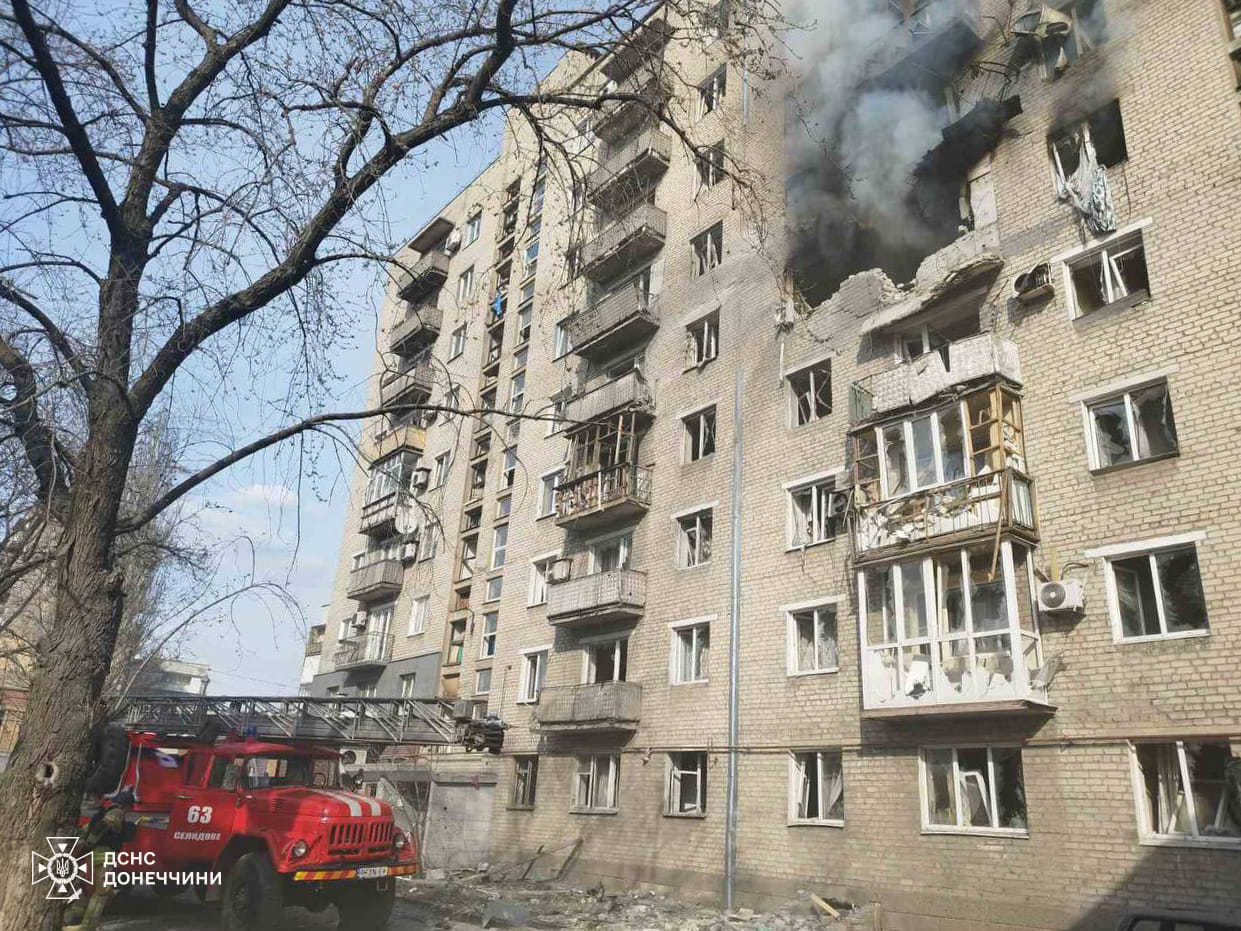
Жилой дом в Селидово Донецкой области

При обстрелах промышленных объектов в Харьковской области 8 апреля погибли 4 человека, были повреждены 14 зданий. Владимир Зеленский признавал, что ситуация в Харькове «очень жёсткая, постоянный российский террор, теперь ещё фактически ежедневно — авиабомбами». Минобороны РФ заявило, что в Запорожье были поражены склад тяжёлых беспилотников и цех, где их производили. Местные власти подтверждали, что в результате атаки на промышленный объект погибли 6 человек и 8 получили ранения. В результате обстрела Никополя были ранены 2 человека, и разрушен многоэтажный дом; в Житомирской области — повреждён объект критической инфраструктуры.
На территории России от атак 8 апреля пострадал бывший спиртзавод в Курской области. Украинская военная разведка заявила, что устроила пожар на российском ракетном корабле «Серпухов» на базе Балтийского флота, выведя судно из строя. Российская сторона информацию не подтверждала.
8 апреля Россия попросила Казахстан подготовить 100 тысяч тонн бензина на случай дефицита из-за атак украинских беспилотников. Позднее министр обороны США заявил, что украинские удары по российским НПЗ грозят негативно повлиять на мировые энергетические рынки.

## 9 апреля
В ночь на 9 апреля украинские беспилотники атаковали учебный авиационный центр подготовки лётного состава в Борисоглебске Воронежской области. В результате взрывов повреждены фасад и остекление учебного центра, о пострадавших неизвестно. Украинский исследовательский проект «Схемы» сообщало, что у одного из корпусов 711-го авиационного завода обрушилась кровля. Минобороны РФ отчитывалась, что системам ПВО удалось сбить по 2 беспилотника в Воронежской и Белгородской области. Губернатор Воронежской области Александр Гусев заявил только об одном уничтоженном в регионе дроне. Украинские журналисты приписывали атаку Главному управлению разведки. По их данным, 9 апреля был также повреждён главный производственный цех Брянского химического завода. Одновременно обстрелу артиллерийскими снарядами подвергся посёлок Климово — погибли женщина и ребёнок. Также Минобороны России сообщило, что одна украинская противокорабельная ракета «Нептун» была уничтожена у побережья Крыма.

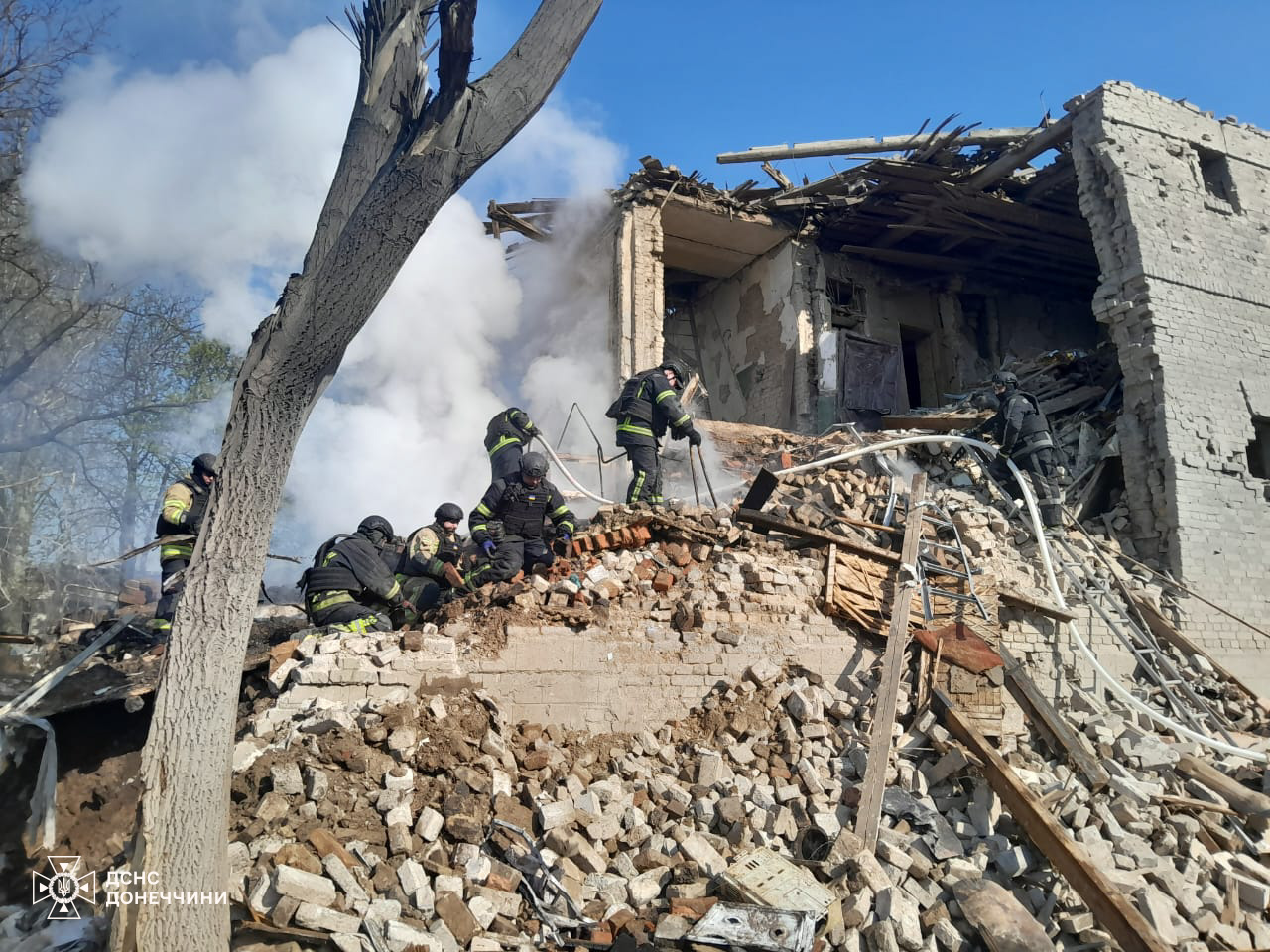
Двухэтажный дом в Константиновке после бомбардировки

В результате ракетного удара по двухэтажному многоквартирному дому в Полтавской области пострадало 16 человек, включая четверых детей 5-11 лет. В Донецкой области обстрелу подверглась Константиновка, где было разрушено двухэтажное здание (погибли женщина и ребёнок). В Харькове пострадала центральная часть города (3 раненых).
Журнал Foreign Policy подсчитал, что более двух третей выведенных из строя в последние месяцы российских танков были подбиты с помощью FPV-дронов из-за нехватки боеприпасов. Их точность составляет менее 50 %. 9 апреля Центральное командование США анонсировало, что они передали Украине стрелковое оружие и боеприпасы, которые были конфискованы при перевозке из Ирана йеменским хуситам в нарушение резолюции Совета Безопасности ООН. Поставка включала более 5 тысяч автоматов АК-47, пулемётов, снайперских винтовок, РПГ-7 и более 500 тысяч патронов калибра 7,62 мм. Немецкое правительство направило заказ на 20 дополнительных БМП Marder немецкому концерну Rheinmetall.
Представители ЕС и Европарламента анонсировали 9 апреля соглашение о введении пошлин на импорт некоторой сельхозпродукции из Украины — пошлиной будет облагаться мясо, яйца, сахар, овёс, кукуруза и мёд, если их импорт превышает средний объём за период с середины 2021 по конец 2023 года.
Германия, Бельгия, Великобритания, Дания, Норвегия и Нидерланды подписали соглашение о сотрудничестве для защиты подводной инфраструктуры Северного моря от возможного нападения со стороны России. Замгенсека НАТО признавал, что страны альянса не готовы к возможной войне. Он также считал, что Россия стремится не к миру, а перемирию для вооружения. Заместитель госсекретаря США заявил, что страна будет считать Китай ответственным в случае российской победы. До этого глава Минфина США Джанет Йеллен грозила жёсткими санкциями китайским компаниям, экспортирующим в Россию товары, которые могут быть использованы в войне.
9 апреля украинские СМИ сообщили, что по инициативе главнокомандующего Вооружёнными силами Украины из нового законопроекта о мобилизации убрали пункты о демобилизации и ротации военнослужащих, так как они требовали дополнительного анализа. Верховная Рада приняла в первом чтении законопроект, который разрешает ряду заключённых добровольно участвовать в боевых действиях.

## 10 апреля
ВСУ отчитались, что в ночь на 10 апреля российские военные выпустили с территории Крыма 17 дронов «Шахед», 4 крылатые ракеты «Искандер-К» и 4 баллистические ракеты «Искандер-М». Украинским военным удалось сбить 14 БПЛА, нацеленных на энергетические объекты, однако региональные власти сообщали о повреждениях энергообъектов в Одесской и Николаевской областях. «Укрэнерго» сообщило о повреждениях оборудования на одной из подстанций компании. Кроме того, вечером 9 апреля силы ПВО уничтожили две управляемые авиационные ракеты Х-59, выпущенные по Одессе. В обстреле Липцов Харьковской области погибли три человека, включая 14-летнюю девочку. В Одесской области погибли 6 человек.
Губернатор Курской области сообщил об украинской бомбардировке села Апанасовка. Также было перекрыто движение по Крымскому мосту, в Севастополе была объявлена воздушная тревога. Власти Таганрога также оповестили о потенциальной атаке беспилотниками.
10 апреля российские и украинские военные подтвердили, что российские войска прорвали оборону стрелкового батальона под Первомайским в Донецкой области и полностью заняли село.

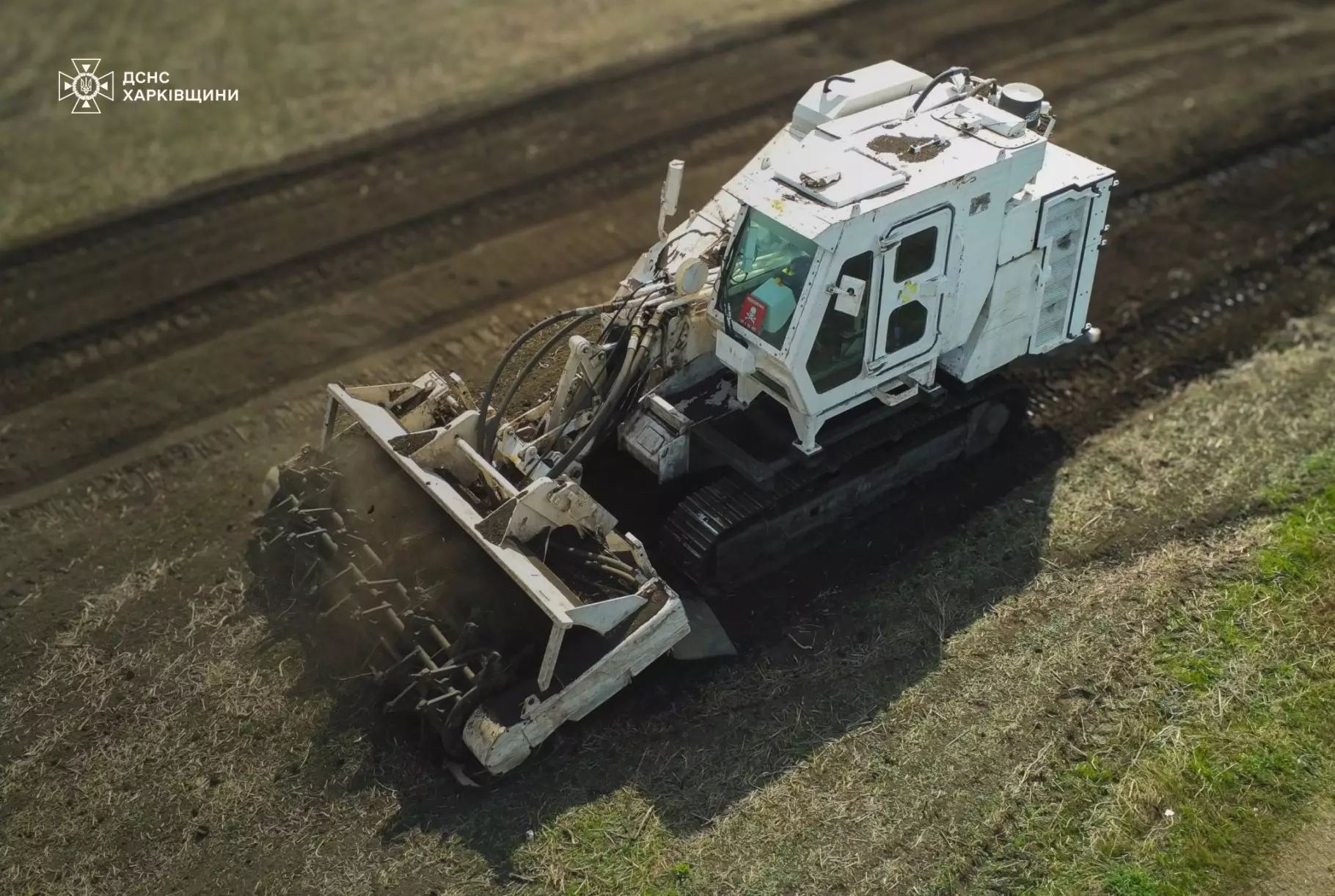
Работа машины по разминированию в Харьковской области

В начале месяца Владимир Зеленский заявил о готовности получать американское оружие в кредит. 10 апреля агентство AFP сообщило, что власти США также разрешили продажу Украине необходимого военного оборудования на сумму $138 млн. Украина и Великобритания подписали соглашение о сотрудничестве в области оборонных материалов. Министр иностранных дел Германии призвала 10 апреля правительство выделить дополнительные бюджетные средства на политику безопасности и поддержку Украины, в том числе предоставить Киеву дополнительные средства ПВО. В свою очередь, Владимир Зеленский подтвердил, что надеется на поставки крылатых ракет большой дальности TAURUS из Германии, от поставок которых уклоняются немецкие политики, опасаясь быть втянутыми в войну. Также в ежедневном обращении он подтвердил, что в стране начато серийное производство и разрабатываются новые образцы ракет.
Министр иностранных дел Великобритании после встречи с кандидатом в президенты США Дональдом Трампом заявил, что «мира нельзя достичь, умиротворяя агрессора». Такой же позиции придерживался Зеленский, который раскритиковал Трампа за идею о прекращении войны с помощью ограничения военной помощи Украине. Он считал, что это способствует продолжению захватнических войн.
Законопроект о мобилизации украинцев был передан в Верховную Раду. В нём не был определён предельный срок службы военнослужащего в армии.
Российские священнослужители, отказывающиеся читать обязательную молитву «о победе Святой Руси», столкнулись с наказаниями вплоть до лишения сана. В розыск, предположительно, за «военные фейки» был объявлен журналист Михаил Зыгарь.

## 11 апреля

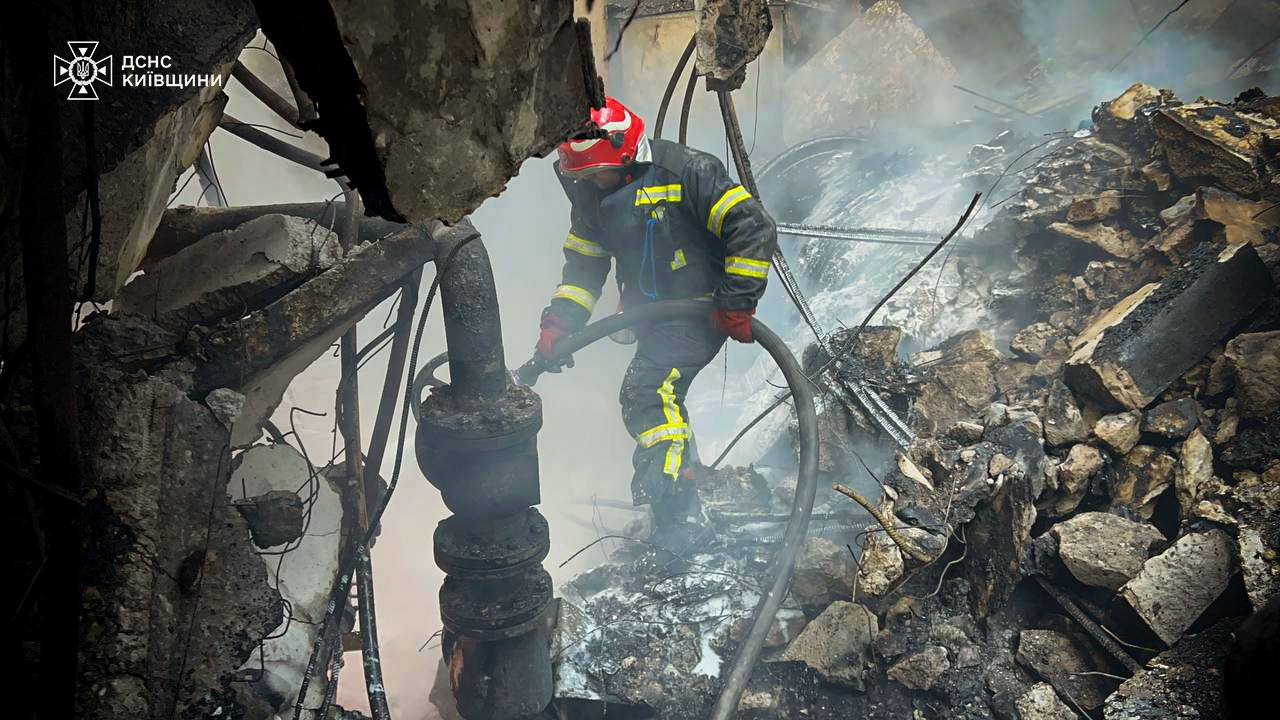
Разрушения на Трипольской ТЭС, апрель 2024 года

Российские войска в ночь на 11 апреля атаковали объекты энергетики в Харьковской, Запорожской, Львовской, Киевской и Одесской областях. Были задействованы бомбардировщики Ту-95 и истребители МиГ-31, выпустившие ракеты «Кинжал». Как заявил Владимир Зеленский, Россия использовала более 40 ракет и 40 дронов. 57 ракет и дронов были сбиты. Не менее 10 ударов пришлось по Харькову, где без света остались более 200 тысяч потребителей. Компания «Центрэнерго» сообщила, что из-за российского удара в турбинном цехе крупнейшей в Киевской области теплоэлектростанции — Трипольской ТЭС — произошёл крупный пожар. Электростанция фактически была уничтожена. Кроме того, под удар попали 2 подземных газовых хранилища «Нафтогаза», но продолжили работать. В результате российского ракетного удара по промышленному предприятию в Николаеве погибли 5 местных жителей, ещё 5 ранены.
По данным Astra, украинские беспилотники 11 апреля впервые атаковали воинскую часть в Мордовии. Их целью стала воинская часть в городе Ковылкино, где расположен радиолокатор с дальностью обнаружения целей около 3000 километров.
11 апреля парламент Украины принял во втором чтении спорный законопроект об ужесточении мобилизации. Через пять дней его подписал президент Владимир Зеленский. В России в это же время впервые обвинили военнослужащего в добровольной сдаче в плен.
При обсуждении бюджета ЕС бельгийский депутат указал на новые удары российских военных по Украине, подчеркнув на необходимость поставить Киеву дополнительные комплексы Patriot. В результате Европарламент отложил решение о бюджете Совета ЕС. Одновременно президенты Украины и Латвии подписали двустороннее соглашение о сотрудничестве в сфере безопасности, предусматривающее ежегодную военную помощь в размере 0,25 % ВВП. Премьер-министр Словакии пообещал Украине поддержку в усилиях по скорейшему вступлению в ЕС.
МИД России объявил персоной нон грата одного сотрудника посольства Австрии в Москве в ответ на высылку нескольких сотрудников российского посольства в Вене. Комитет министров Совета Европы опубликовал данные, что с момента исключения из Совета Европы и выхода из Европейской конвенции по правам человека Россия игнорирует решения ЕСПЧ и отказывается выплачивать пострадавшим в общей сумме 2,2 млрд евро, даже если нарушения произошли до начала вторжения. Министерство торговли США ввело экспортные ограничения в отношении российских компаний «Аэросила», «Дельта-Аэро» и «ОДК-Стар», а также китайской фирмы Shenzhen Jiasibo Technology.

## 12 апреля
ВСУ сообщали, что в ночь на 12 апреля войска РФ запустили 17 ударных беспилотников типа Shahed-131/136 с мыса Чауда в Крыму и управляемую авиационную ракету Х-59 из подконтрольного Донбасса. Украинской ПВО удалось сбить 16 целей в небе над Николаевской, Одесской, Херсонской, Днепропетровской, Винницкой и Хмельницкой областями. Обломки одного из дронов вызвали пожар на объекте энергетики Криворожья, что привело к временному отключению электричества в городе. Владимир Путин днём пояснил резкий рост атак тем, что военные «были вынуждены» ответить на удары Украины по российским НПЗ. На встрече с Александром Лукашенко он заявил, что удары по объектам электроэнергетики Украины — часть «демилитаризации» страны.
Агентство Bloomberg писало, что Украина находится в наиболее тяжёлом положении за всю войну из-за нехватки боеприпасов и военнослужащих, задержки помощи, последствий атак на инфраструктурные и энергетические объекты. Опрошенные изданием иностранные политики считали, что война приближается к переломной точке. Politico в течение недели опубликовал заявления украинских офицеров, опасавшихся падения украинского фронта при ожидаемом наступлении России летом 2024 года. Одновременно премьер-министр Японии, выступая перед конгрессом США, призвал принять пакет помощи Украине, без которого могут скоро «рухнуть надежды Украины».
В результате российских обстрелов Харьковской области в Купянск-Узлове погиб 1 человек, ещё 3 получили ранения. В прифронтовых районах области объявили эвакуацию семей с детьми из 47 населённых пунктов. Хотя Харьков не входил в этот список, городские власти заявили позднее, что он рискует стать «вторым Алеппо», если США не окажут помощь Украине.
Власти оккупированного города Токмак в Запорожской области сообщили об обстреле многоквартирного сектора, в результате которого погибло 16 человек (из них 3 — дети); пострадало — 20. Без газоснабжения остались 29 частных и многоэтажных домов. Украинская сторона не комментировала атаку. В Белгороде беспилотник врезался в административное здание, в результате чего пострадали 2 человека. Власти Ростовской области также отчитались о сбитых над Новошахтинском 4 беспилотниках. Одновременно в Москве было совершено покушение на экс-подполковника СБУ, который несколько лет работал на российские спецслужбы. В этот же день состоялся обмен 99 тел украинских солдат на 23 российских.
Президент Франции при визите на пороховой завод в Бержераке указал на необходимость наращивать производство боеприпасов и развития оборонной промышленности. Великобритания вслед за США 12 апреля ввела эмбарго на импорт российского алюминия, меди и никеля. Это вызвало скачок цен на эти металлы на Лондонской бирже. Нидерланды подтвердили, что планируют выделить ещё 1 млрд евро военной помощи Украине и 400 млн на восстановление. В целом, за год сумма помощи от страны должна составить 3 млрд евро.
Украинский Центр национального сопротивления сообщал, что Минобороны РФ вербует женщин в российских исправительных колониях. Эту информацию подтверждала основательница проекта «Русь сидящая», которая указывала на уязвимость заключённых перед пропагандой.
Издание «Медиазона» опубликовало расследование, согласно которому за март 2024 года российские военные суды вынесли 684 приговора по делам о самовольном оставлении части (или 34 за каждый рабочий день). Журналисты подсчитали, что количество таких дел значительно выросло после объявления мобилизации и продолжает расти: если всего с сентября 2022 года по середину апреля было возбуждено 7,4 тысячи дел, то 2,3 тысячи из них приходились на 2024-й.
Русская служба BBC опубликовала расследование о том, что некоторые российские военные верфи получают детали через ряд европейских компаний, включая Adria Winch и Melcal. Вскоре Совет ЕС одобрил директиву, которая предусматривает наказание вплоть до уголовного за нарушение и обход санкций. МВД Эстонии предложил признать Московский патриархат террористической организацией.

## 13 апреля
13 апреля главнокомандующий ВСУ Александр Сырский заявил, что обстановка на фронте значительно ухудшилась. После президентских выборов в России российские войска существенно нарастили наступательные действия на лиманском и бахмутском направлениях, а также, используя десятки танков и БМП, пытаются прорвать оборону на покровском направлении. При обстреле Донецкой области 13 апреля пострадал посёлок Нью-Йорк, где погибли 2 человека.
Днём Воздушные силы Украины нанесли ракетный удар по Луганскому машиностроительному заводу, где, по словам главы ЛНР Леонида Пасечника, планировалось запустить производство. По данным украинских телеграм-каналов, целью атаки была воинская часть и скопление российской военной техники около завода.
Все реакторы Запорожской АЭС были заглушены и переведены в «холодный» режим. The Wall Street Journal сообщала о планах Владимира Путина перезапустить станцию, но сроки были неизвестны. Предположительно, при перезапуске Россия может столкнуться с проблемами, так как станция работает частично на западных системах управления и американском ядерном топливе. Опрошенные газетой эксперты считали, что перезапуск создаст неоправданные риски.
Президент США обсудил по телефону с председателем КНР Си Цзиньпинем поддержку, которую Китай оказывает России. Американские чиновники сообщали, что руководство страны надеется убедить Китай прекратить помощь России в восстановлении её военно-промышленной базы. На встрече с украинскими студентами Владимир Зеленский оценил затраты на послевоенное восстановление страны в размере $700 млрд.
Премьер-министр Бельгии заявил о начале расследования вмешательств России в общеевропейские выборы. Разведслужбы подтвердили существование российской агентурной сети, которая способствует избранию в Европарламент большего числа пророссийских кандидатов, чтобы подорвать европейскую поддержку Украины. Одновременно министр обороны Великобритании заявил 13 апреля, что власти хотят передать Украине новое лазерное оружие DragonFire для защиты от дронов. Хотя установка должна была поступить на службу только в 2027 году, власти надеялись ускорить процесс.

## 14 апреля
ВСУ сообщали, что российские военные за сутки атаковали города и позиции армии одним ракетным и 109 авиационными ударами, произвели 115 обстрелов из реактивных систем залпового огня. Под огонь попали более 110 населённых пунктов Черниговской, Сумской, Луганской, Донецкой, Запорожской, Днепропетровской, Харьковской, Херсонской и Николаевской областей. Так, только в Харькове местные власти отчитались о 10 сбитых над городом российских дронах, которые были выпущены с территории Курской области (2 погибших). Российские войска также выпустили по городу четыре зенитные ракеты С-300/С-400 из оккупированной части Донецкой области. При обстреле посёлка Очеретино, находящегося под украинским контролем, управляемая бомба «ФАБ-500» разрушила пятиэтажный дом.
Российские военные продолжали попытки прорвать украинскую оборону западнее Бахмута, выйти к каналу Северский Донец — Донбасс. Главком ВСУ заявил, что они получили приказ захватить Часов Яр к 9 мая. Падение города может кардинально изменить ситуацию в регионе и дать возможность российским войскам возможность начать наступление на Константиновку, Дружковку и Славянско-Краматорскую агломерацию.
Министр обороны Германии подтвердил, что страна передаст Украине ещё один комплекс противовоздушной обороны Patriot, хотя украинские политики просили не менее семи.

## 15 апреля
Украинские СМИ сообщали, что якобы украинским спецслужбам удалось уничтожить ракетным ударом в Крыму российский командный пункт с находившимися там высокопоставленными офицерами. Известно о воздушной тревоге в Севастополе.
Российские военные атаковали село Лукьянцы в Харьковской области (2 погибших); Днепр (15 человек); город Северск, посёлок Очеретино и ещё 6 населённых пунктов в Донецкой области (минимум 1 погибший). Власти Сумской области отчитались о 19 обстрелах за день (1 погибший). Сообщалось о взрывах в Полтаве. Украинские СМИ сообщали, что генерал Владимир Шведюк назначен новым командующим оперативным командованием «Запад».
Так как Швейцария отказалась приглашать представителей России на мирный саммит по Украине 15-16 июня, российские политики в очередной раз заявили о готовности к «мирным переговорам» в формате двухлетней давности, которые предполагали отказ Украины от своих территорий. Foreign Affairs также опубликовал информацию, что во время этих переговоров Москва была готов отложить вопрос о статусе Крыма на 15 лет из-за провала блицкрига в первые недели войны. Издание отмечает, что «Кремль неявно признавал», что полуостров не является «таким же регионом России, что и все остальные».
Министр иностранных дел Великобритании сообщил, что страны НАТО не намерены сбивать дроны и ракеты, которыми Россия атакует Украину, так как не хотят эскалации конфликта.

## 16 апреля
Агентство Reuters сообщило, что Украина неожиданно вышла из сделки с Россией и Турцией по безопасному судоходству в Чёрном море, когда соглашение было почти достигнуто. Согласно полученной редакцией копии договора, Москва и Киев должны были предоставить гарантии безопасности торговым судам в Чёрном море, обязавшись их не обстреливать, не захватывать и не обыскивать, если те заявили о невоенном грузе или вообще пусты. Причины отказа Украины не поясняли.
ВСУ отчитались, что в течение суток российские войска нанесли два ракетных и 43 авиационных удара, совершили 39 обстрелов из реактивных систем залпового огня. В частности, российские войска атаковали Берислав в Херсонской области, в результате чего была разрушена жилая застройка и 15 человек пострадали. Сообщалось об обстреле жилых районов прибрежной части Херсона, ракетная тревога была включена в Киевской области. Глава киевского подразделения ДТЭК сообщил, что по области могут быть веерные отключения электроэнергии.
16 апреля замминистра обороны Украины отчитался, что при внутреннем аудите было обнаружено нарушений на сумму более десяти миллиардов гривен.
Уполномоченный Верховной рады Украины по правам человека Людмила Денисова сообщила, что с начала вторжения и к апрелю 2024 года пропали без вести почти 37 тысяч украинских граждан. В тот же день стало известно, что в Донецке был похищен американский военкор Рассел Бентли, работавший на одно из изданий медиагруппы «Россия сегодня». Предположительно, похищение организовали российские военные из 5-й танковой бригады. Позднее Маргарита Симоньян сообщила о его смерти.
На российской территории обстрелам 16 апреля подверглись посёлок Тёткино в Курской области (1 пострадавший). Власти аннексированной Запорожской области заявили, что на местного депутата было совершено покушение — взрывное устройство было установлено на ворота дома, депутат получил ранения. МЧС России опубликовало данные, что в целом за 2023 год в стране было зарегистрировано рекордное число взрывов — 113 или на 36 % больше чем в 2022-м.
Канцлер Германии Олаф Шольц призвал председателя КНР Си Цзиньпина оказать влияние на российского президента Владимира Путина и убедить закончить войну. Китайская сторона в ответ подчеркнула, что не является участником конфликта. Президент Франции заявил о своём стремлении добиться перемирия на время Олимпиады в Париже, для чего также обратился к председателю КНР.
Парламентская ассамблея Совета Европы поддержала резолюцию с призывом изъять замороженные российские активы и использовать их для восстановления Украины.
В первую половину апреля Россия смогла частично вернуть к работе мощности НПЗ, выведенные после украинских атках (с 14 % до 10 %, то есть c 907 до 660 тыс. баррелей в сутки). Тем не менее Bloomberg отмечал, что за вторую неделю апреля экспорт российской нефти достиг максимальных значений с мая 2023 года. Издание предполагало, что рост связан с перенаправлением потоков нефти для переработки за границей из-за участившихся нападений на российские НПЗ.
Зеленский настаивал, что Украина не сможет победить в войне с Россией без возобновления помощи США. Спикер палаты представителей Конгресса США подтвердил, что власти рассмотрят выделение средств Украине отдельно от помощи другим странам. Он подтвердил, что в документ внесут пункты о возврате части выделенных средств и использования замороженных российских активов. Одновременно США и Канада расширили санкции в отношении Беларуси — в список были добавлены 10 человек и 12 компаний, связанных с оборонным сектором.
Провластный российский телеканал «Первый» в репортаже о найденных у погибших украинских солдат шевронах выдал за знаки отличия Канады шевроны с гербом флагом Удмуртии.

## 17 апреля

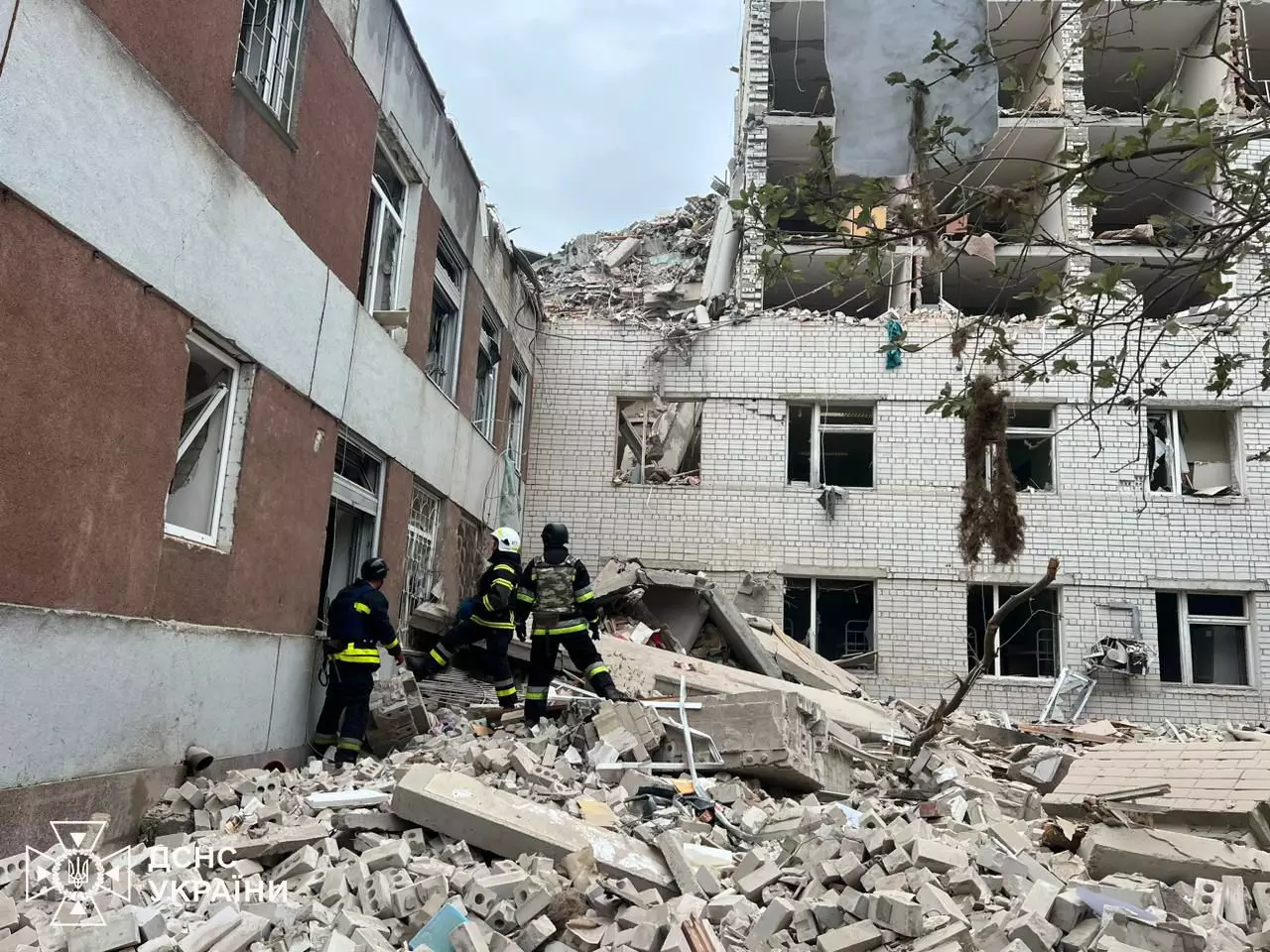
Разрушения в Чернигове после удара

В результате российского удара по Чернигову тремя ракетами типа «Искандер» погибли минимум 17 человек, 78 — получил ранения. Глава местной администрации сообщал о разрушенном восьмиэтажном здании, повреждении четырёх многоэтажных домов, больницы, заведений высшего образования и десятков автомобилей. Российская сторона официально не комментировала произошедшее; пропагандист Владимир Соловьёв заявлял, что атака была нацелена на гостиницу «Профспилковая», где якобы находился командный пункт ВСУ. Владимир Зеленский ожидал, что число жертв может возрасти и повторно заявил о необходимости дополнительных ПВО. 18 апреля был объявлен днём траура.
Всего за сутки украинские военные насчитали четыре ракетных и 43 авиационных удара, 43 обстрела из реактивных систем залпового огня по городам и армейским позициям. Произошло 71 боевое столкновение. Так, по Никопольскому району Днепропетровской области было выпущено 13 БПЛА и 4 артиллерийских снаряда. Были повреждены больница, объект инфраструктуры, 14 частных домов, 11 хозяйственных построек и другие объекты (о пострадавших не сообщалось).
За эти же сутки украинские военные обстреляли военный аэродром в Джанкое в Крыму, где находятся один из полков 27-й смешанной авиационной дивизии 4-го командования ВВС и ПВО Южного военного округа. В результате атаки 7-8 баллистическими ракетами (возможно, ATACMS) на аэродроме начался пожар, о пострадавших неизвестно. Местные Telegram-каналы и общественные движения утверждали, что поражены были зенитный ракетный комплекс С-300 или С-400 и командный пункт 5-го зенитного ракетного дивизиона. ГУР Украины взяло на себя ответственность за атаку на Казанский авиационный завод имени С. П. Горбунова, который, в частности, производит военные самолёты Ту-22М и Ту-160М. После ударов, произошедших примерно в 10 утра по местному времени, региональные Telegram-каналы сообщали об эвакуации с территории завода и особой экономической зоны «Алабуга». В Татарстане и Нижегородской области были введены временные ограничения на работу аэропортов. При этом Минобороны отчитывалось, что ПВО сбили беспилотники в Татарстане в районе 11:20 утра. Также они отчитывались о сбитом БПЛА в Мордовии, который был направлен на радиотехнический узел в городе Ковылкино.
В самопровозглашённой ДНР за сутки было зафиксировано 13 обстрелов, из них один пришёлся на недавно оккупированную Авдеевку, один — на Петровский район Донецка (по 1 раненому). Об обезвреженных беспилотниках сообщали в Тверской области и в Татарстане, уничтоженных украинских метеозондах — в Брянской области.
Издание «Важные истории» проанализировало статистику о делах, заведённых на военнослужащих за 2023-й. За год почти в два раза выросло число военнослужащих, осуждённых по уголовным статьям и в три — за воинские преступления (7713 против 4112 и 4409 против 137 соответственно). Больше всего выросло число призывников и контрактников осуждённых за убийство (ст. 105 ч.1 и 2 УК) — 116 против 18. В целом на фоне войны выросло число осуждённых за преступления, связанные с социализированным насилием — на 8,2 %, по сравнению с 2022 годом. Показатели 2022 и 2023 годов стали рекордными за последние 10 лет. Число осуждённых за госизмену выросло в 2,5 раза; за «фейки» об армии в 5 раз. Неправительственная организация Transparency International сообщала, что два года войны в России стали почти в полтора раза чаще давать взятки. Драйверами коррупции стали вооружённые силы и ВПК.
Генсек НАТО призвал 17 апреля члены союза отдать приоритет помощи Украине вместо выполнения собственных целей по расходам на оборону. Глава МИД Анналена Бербок и министр обороны Германии Аннегрет Крамп-Карренбауэр начали переговоры с партнёрами по союзу о поиске дополнительных систем ПВО для Украины. Хотя верховный представитель ЕС по иностранным делам считал, что страны не смогут создать на Украине систему ПВО, аналогичную израильскому «Железному куполу».
Одна из ведущих телекомпаний Украины «1+1» заявляла о кибератаках на её спутниковое телевещание. Позднее стало известно, что в 2024 году Украина впервые примет участие в крупнейших учениях НАТО по кибербезопасности Locked Shields.
Минюст РФ признал нежелательными украинский «Центр гражданских свобод», немецкие фонды Фридриха Науманна и Бориса Немцова. Также стало известно, что в декабре 2023 у второго мужа Людмилы Путиной изъяли виллу во Франции.
Украинские БЛА-камикадзе атаковали загоризонтную радиолокационную станцию 29Б6 «Контейнер» в городе Ковылкино Республики Мордовия.

## 18 апреля
В ночь на 18 апреля ВСУ отчитались о 13 сбитых дронах Shahed над Херсонской, Днепропетровской, Винницкой, Полтавской, Хмельницкой, Тернопольской и Ивано-Франковской областями. В течение дня Харьковская областная прокуратура сообщила, что в результате обстрела ракетой С-300 по селу Сороковка пострадал мужчина. Также российские дроны атаковали объекты энергетики в Ивано-Франковской области, хотя их удалось сбить.

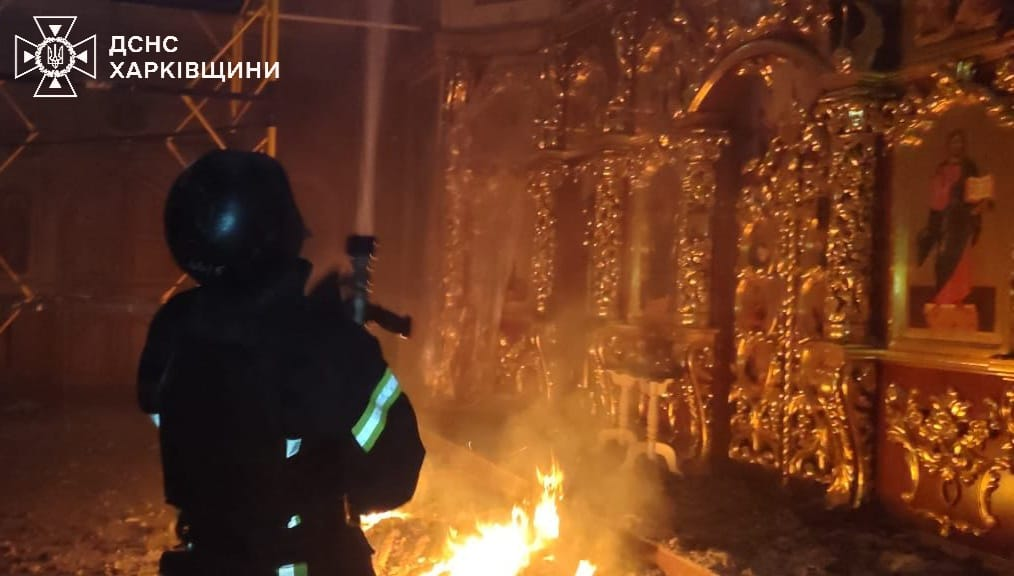
Церковь жён-мироносиц (УПЦ МП) в Волчанске Харьковской области после российского обстрела 18 апреля 2024 года

По заявлениям Минобороны РФ, над Белгородской областью военные сбили две оперативно-тактические ракеты «Точка-У», 19 реактивных снарядов RM-70 Vampire, 16 дронов и два малоразмерных воздушных шара. Также три шара были уничтожены на Воронежской областью, где региональные СМИ сообщали о взрывах от обломков. Причина их запуска неизвестна, но ранее Россия использовала против Украины схожий приём, чтобы отвлечь противника и заставить потратить снаряды. Губернаторы Воронежской и Ростовской области также отчитывались о 4 всего сбитых беспилотниках и по 1 пострадавшему при падении обломков.
Премьер-министр Украины заявил в интервью BBC, что победа России может означать начало Третьей мировой войны и призвал Конгресс США принять пакет помощи, заблокированный в палаты представителей. Министры иностранных дел G7 начали обсуждение ситуации на Украине во время встречи в Италии. Владимир Зеленский в очередной раз обратился к членам ЕС с просьбой усилить украинскую ПВО. Глава Европейского совета заявила на саммите в Брюсселе, что «все заинтересованные игроки делают все возможное».
Глава Национальной полиции Украины заявил, что обнаружил в Германии более 160 украинских детей, которые числились насильно вывезенными в Россию. Точное число принудительно депортированных детей установить сложно, но украинские правозащитники относят к ним не менее 19,5 тыс.
Правительство Дании объявило о намерении закупить вооружения для ВСУ у украинских заводов на $28,5 млн. Это поможет загрузить предприятия, две трети мощностей которых простаивали из-за недостатка средств на заказы.
В Германии были арестованы двое мужчин, которых подозревают в планировании нападения на американские военные базы, где обучают украинских военных управлению танками Abrams.

## 19 апреля

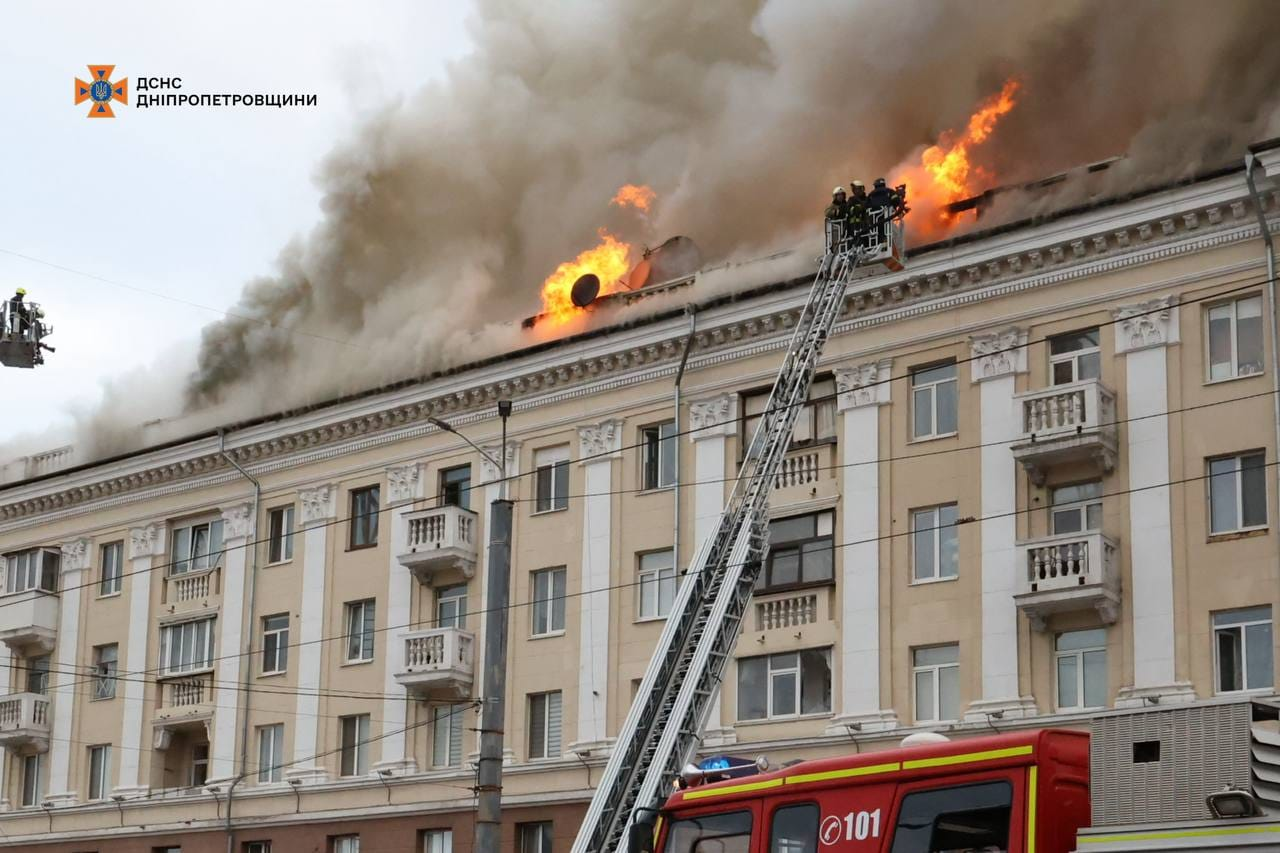
Дом в Днепре после удара, 19 апреля 2024

ВСУ отчитались, что за ночь на пятницу сбили 29 из 36 ракет и дронов, выпущенных ВС РФ над Украиной. Днём 19 апреля российские военные атаковали порт Южный под Одессой, где уничтожили агропродукцию, предназначенную для экспорта в страны Азии и Африки. С начала войны это стало 39-й атакой на объекты портовой инфраструктуры Одесской области, в результате которых в общей сложности были повреждены или частично уничтожены 215 объектов, 153 транспортных средства, 8 гражданских судов, пострадали 26 гражданских лиц.
Во время атаки на Синельниково Днепропетровской области погибла семья из пяти человек, включая троих детей. В Днепре один из снарядов попал в многоэтажный дом, что привело к гибели восьми человек. Минимум 34 человека пострадали при обстрелах области. В тот же вечер 19 апреля ВС РФ обстреляли гражданскую инфраструктуру в Сумах, о пострадавших не сообщалось.
19 апреля украинские военные сообщили о первом сбитом российском стратегическом бомбардировщике Ту-22М3, который, предположительно, обстреливал Днепр и Кривой Рог ракетами Х-22. По сообщениям российских СМИ, самолёт упал в Ставропольском крае близ хутора Богомолов, почти в 400 км от линии фронта. Из четверых лётчиков один погиб. Предположительно, самолёт мог быть сбит из ракетного комплекса С-200, который технически способен стрелять на расстояние 300 км. По версии Минобороны РФ, причиной падения стала техническая неисправность. Британская разведка назвала версию ВСУ почти наверняка правдивой; по её подсчётам, всего Россия потеряла не менее 100 боевых самолётов.
19 апреля BBC совместно с изданием «Медиазона» опубликовало расследование о погибших с начала войны российских военных — удалось установить имена 51096 погибших. Из них 18 % составляли заключённые; средние потери за неделю в 2023 году составляли 350—600 человек.
На заседании Совета Украина-НАТО Владимир Зеленский заявил, что «Путина нужно спустить с неба на землю». По его подсчётам в 2024 году Россия выпустила по Украине почти 1,2 тыс. ракет, более 1,5 тыс. беспилотников и 8,5 тыс. управляемых авиабомб. После заседания генеральный секретарь НАТО подтвердил, что страны—члены альянса предоставят Украине необходимые 7 ПВО Patriot или аналогичных систем. Страны G7 также задекларировали свою готовность помочь в укреплении противовоздушной обороны Украины.
Одновременно страны Балтии призвали конгресс США согласовать пакета помощи Украине, который несколько месяцев блокировался республиканцами. Директор ЦРУ полагал, что без этой поддержки Украине грозит поражение в 2024 году.
Украина начала переговоры с Чехией о заключении двустороннего соглашения в сфере безопасности. Несмотря на то, что правительство Словакии отказалось поддержать инициативу Чехии по сбору средств и поиску боеприпасов для Киева, жители в частном порядке собрали более 2 млн евро.
Губернаторы Крыма, Курской, Брянской, Белгородской, Рязанской и Псковской областей отказались от проведения парадов на 9 Мая; акция «Бессмертный полк» была переведена в онлайн-формат.

## 20 апреля

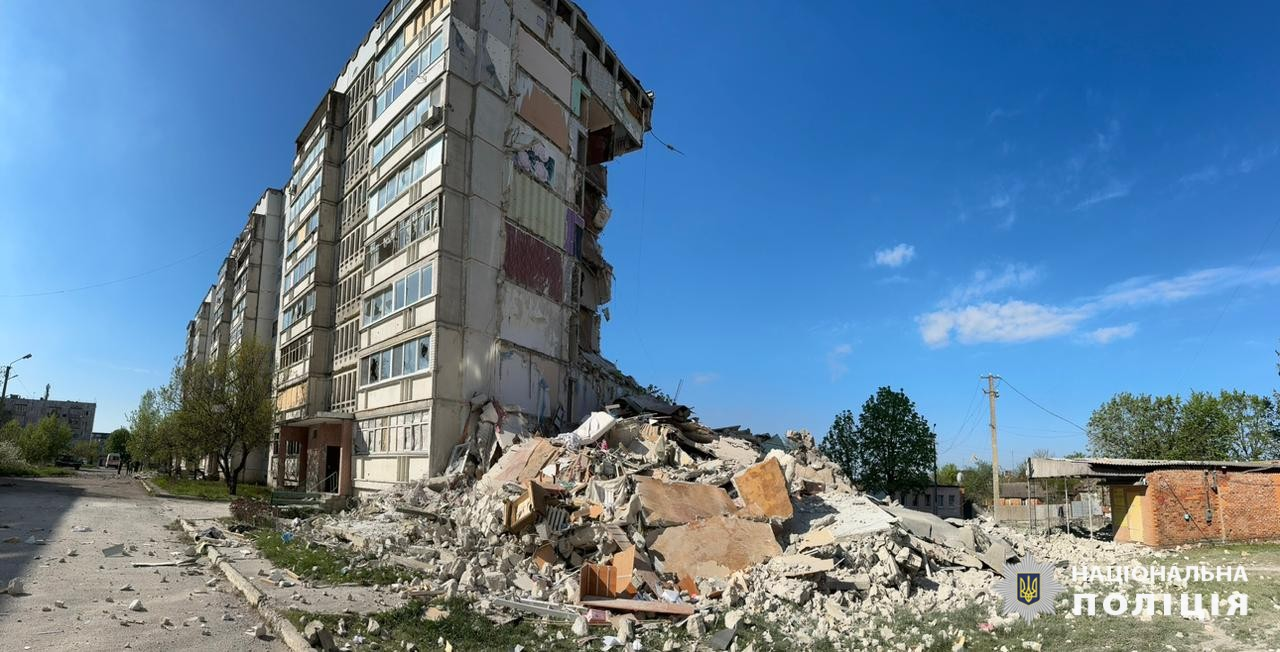
Дом в Волчанске в Харьковской области после российской бомбардировки, 20 апреля 2024

Палата представителей США 20 апреля утвердила пакет помощи Украине в размере около $61 млрд после нескольких месяцев задержек. Владимир Зеленский заявил, что это решение сигнализирует о том, что Украина «не станет вторым Афганистаном». Украинские политики планируют потратить $49,9 млрд на военные нужды, $7,8 млрд — на поддержку бюджета, $1,57 млрд — на поддержку экономики и $400 млн — на охрану границ и гуманитарное разминирование. Авторы законопроекта предложили предоставить часть помощи Киеву в виде кредита, а часть — через конфискацию российских активов президентом. Уже на следующий день Конгресс США заявил, что к концу апреля Украина получит новую партию вооружения, включая ракеты большой дальности ATACMS, способные поражать цели на расстоянии до 300 км. Канцлер Германии приветствовал решение палаты представителей, назвав его «мощным сигналом». Для помощи с логистикой и обслуживанием нового оборудования США планируют направить на Украину дополнительно 60 военных советников. Одновременно США призвали ЕС снизить налоги на доходы от инвестирования замороженных активов России, чтобы увеличить объём помощи Украине.
ВСУ сообщили утром 20 марта, что за ночь ВС РФ выпустили в сторону Украины три баллистические ракеты «Искандер-М» и две ракеты С-300/С-400 из Белгородской области, а также две управляемые авиационные ракеты Х-59/Х-69 из акватории Чёрного моря. Во время российских атак днём в Одесской области были ранены восемь человек, включая двоих детей. В Харьковской области пострадало около 15 населённых пунктов: Степное, Новосёловка, Ивановка, Котляровка, Синьковка, Слобожанское, Победа, Нескучное, Казачья Лопань и другие. Местные власти сообщили как минимум о двух погибших и трёх пострадавших.
По заявлению российских военных, в ночь на 20 марта над территорией России были уничтожены до 50 БПЛА. Около 26 дронов были сбиты над Белгородской областью (два погибших), 10 — над Брянской, 8 — над Курской, 2 — над Тульской и по одному — над Смоленской, Московской, Калужской и Рязанской областями. Telegram-канал Astra сообщил о пожаре на подстанции в Выгоничах Брянской области. Днём российские военные и региональные власти дополнительно отчитались о 5 сбитых дронах над Брянской областью, одном — над Белгородской, нескольких дронах — над Калужской областью, падение которых привело к сбою работы местного аэропорта. Над Московской и Тульской областями были также уничтожены два малоразмерных воздушных шара, предназначенные «для атаки по российским объектам».
На Украине был введён запрет на участие в онлайн-казино для служащих во время военного положения.
Канцлер Германии после визита в Китай заявил: «В мире нет практически ни одного главы правительства, который верил бы, что эта война имеет для России какой-то смысл. Это касается и тех, кто очень близок к России». Так, Китай открыто заявил о готовности участвовать в дипломатическом процессе для прекращения войны на Украине. Хотя Шольц допускал, что война может продлиться годы.

## 21 апреля
В воскресенье российские войска обстреляли город Украинск в Донецкой области из реактивной системы залпового огня «Смерч», разрушив 6 многоквартирных жилых домов. В результате обстрела один человек погиб, четверо были ранены. В связи с этой атакой украинская прокуратура начала расследование по факту нарушения законов и обычаев войны. Одновременно баллистическими ракетами была атакована Одесская область, где пострадали транспортно-логистический объект припортовой инфраструктуры и частные дома, ранения получили четверо человек.
ВМС ВСУ сообщили, что им удалось поразить вспомогательное судно российского Черноморского флота «Коммуна». Губернатор Севастополя утверждал, что военные отбили атаку противокорабельной ракеты.
Министерство обороны России заявило о взятии села Богдановка в Донецкой области и отражении контратак ВСУ в районе населённых пунктов Часов Яр и Красное. В свою очередь ВСУ сообщило, что Часов Яр остаётся под их контролем. Украинская сторона не комментировала информацию о взятии Богдановки.
Юлия Навальная в интервью агентству DPA выразила опасения, что при продолжении военных действий Владимир Путин может применить ядерное оружие.

## 22 апреля

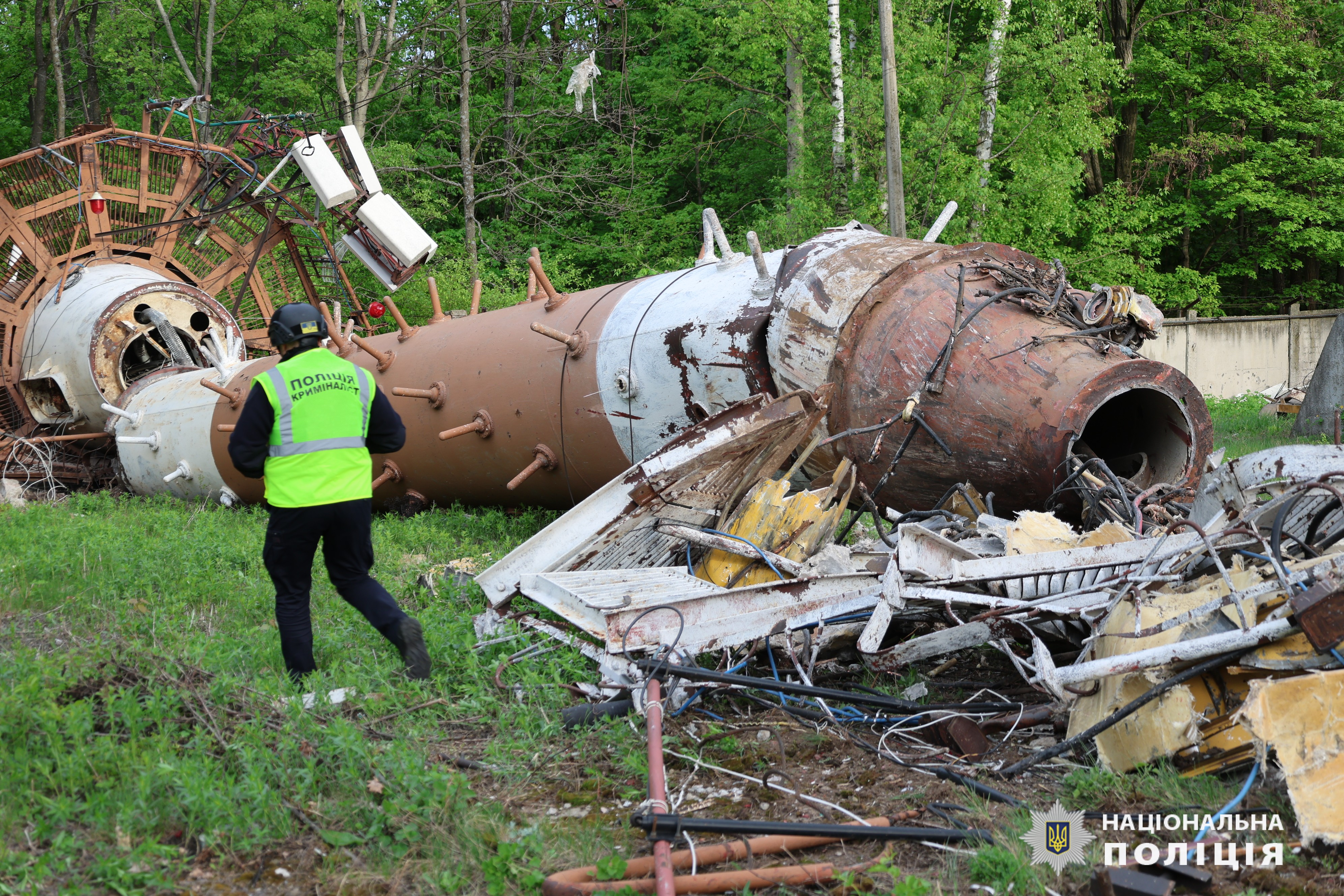
Обломок Харьковской телебашни, 22 апреля

В 16:36 понедельника российские войска атаковали ракетой Х-59 телебашню в Харькове; о жертвах не сообщалось. Провластное агентство «РИА Новости» утверждало, что на телебашне якобы была установлена антенна связи украинской ПВО. Официально Минобороны России информацию об ударе не комментировало. Вечером того же дня в городе прозвучал мощный взрыв, в результате которого один человек получил ранения. Региональные власти и ВСУ сообщили о семи дронах-камикадзе в Одесской области (пять были сбиты), а также о трёх ракетах комплекса С-300/400 и одном сбитом разведывательном беспилотнике «Орлан-10».
Компания «Укрэнерго» из-за дефицита в энергосистеме Украины была вынуждена привлекать аварийную помощь из энергосистем европейских стран. В результате регулярных обстрелов особенно напряжённая ситуация сложилась в Харьковской области, где без света остались около 224 тысяч потребителей. Глава Черкасской областной военной администрации был вынужден передать туда 54 генератора и другое оборудование.
Минобороны России заявило, что военным удалось взять село Новомихайловка в Донецкой области, за которое шли бои с осени 2023 года. ВСУ сообщили, что бои продолжаются. Глава ГУР Украины полагал, что в ближайшее время ситуация для военных будет тяжёлой, но «армагеддон не произойдёт».
По подсчётам Стокгольмского института исследования проблем мира, в 2023 году Украина и Россия продемонстрировали самый значительный в мире рост военных расходов относительно ВВП (с 11 % до 37 % и с 4,7 % до 5,9 % соответственно).
Немецкие СМИ подтвердили, что Германия задерживает поставку Украине 400 тяжёлых колёсных бронемашин MRAP, которые Берлин обещал поставить в январе 2024 года. Причиной назвали сложности с поставкой запчастей из США, а также проблемы с сертификацией противоминной защиты. Несмотря на это, Минобороны Германии всё ещё намеревается поставить минимум 100 таких машин Украине. Одновременно Financial Times сообщал, что Германия и другие члены ЕС требовали от Греции и Испании предоставить Украине системы ПВО. Польский президент Анджей Дуда в интервью изданию Fakt подчеркнул свою готовность разместить у себя ядерное оружие НАТО на фоне роста милитаризации Калининграда и перемещения ядерного оружия в Белоруссию.
Немецкие спецслужбы опасались, что Россия может переводить финансовую помощь ультраправым партиям в преддверии выборов в Европарламент. Федеральное ведомство по охране конституции Германии запросило более широкие полномочия по контролю за финансовыми потоками из России.
«Важные истории» опубликовало расследование о том, как российские власти обходятся без мобилизации, несмотря на значительные потери на фронте. Издание и агентство Bloomberg сообщали о давлении на срочников, которых заставляли подписывать контракт с Министерством обороны. Оценить число таких случаев сложно. Правозащитники предполагали, что срочники могли составлять до примерно 100 тыс. из 486 тыс., заключивших контракт с Минобороны с начала мобилизации. Кроме того, известны случаи, когда отказников насильно отправляли на фронт. Власти открыто заявляют, что «ротация никакая не предусмотрена», и служащим не стоит ждать демобилизации. Военные эксперты предполагали, что в случае крупного наступления на Харьков российской армии потребуется до 200 тыс. бойцов.
22 апреля немецкий производитель стройматериалов Knauf подтвердил, что уходит с российского рынка после сообщений о поставках материалов компании для восстановления Мариуполя. Власти Гамбурга передали Киеву три городских автобуса и три машины скорой помощи.

## 23 апреля
В результате атаки беспилотниками «Шахед» на Одессу пострадали девять человек, включая двух младенцев и двоих детей. Мэр города сообщил о повреждении не менее 14 квартир. Американский Институт изучения войны отметил, что Россия усилила атаки на Харьков и нарастила пропаганду, чтобы вызвать панику и заставить население покинуть город.
Над Белгородской областью в ночь на 23 апреля были сбиты несколько «воздушных целей», включая ракеты реактивной системы залпового огня «Ольха».
Великобритания объявила о крупнейшем в истории страны пакете помощи Украине на сумму 500 млн фунтов, в который входят 1,6 тыс. ракет, 4 млн боеприпасов и 400 транспортных средств. Кильский университет прогнозировал, что к концу 2024 года военная помощь Украине вернётся к уровню начала 2023 года. Эксперты подсчитали, что за два года войны западные страны пообещали Украине около 250 млрд евро и уже выделили почти три четверти этой суммы. Однако будущее зависит от принятия США дополнительных пакетов помощи в конце 2024 года.
Европарламент одобрил продление отмены импортных пошлин и квот на украинские товары до июня 2025 года.

## 24 апреля

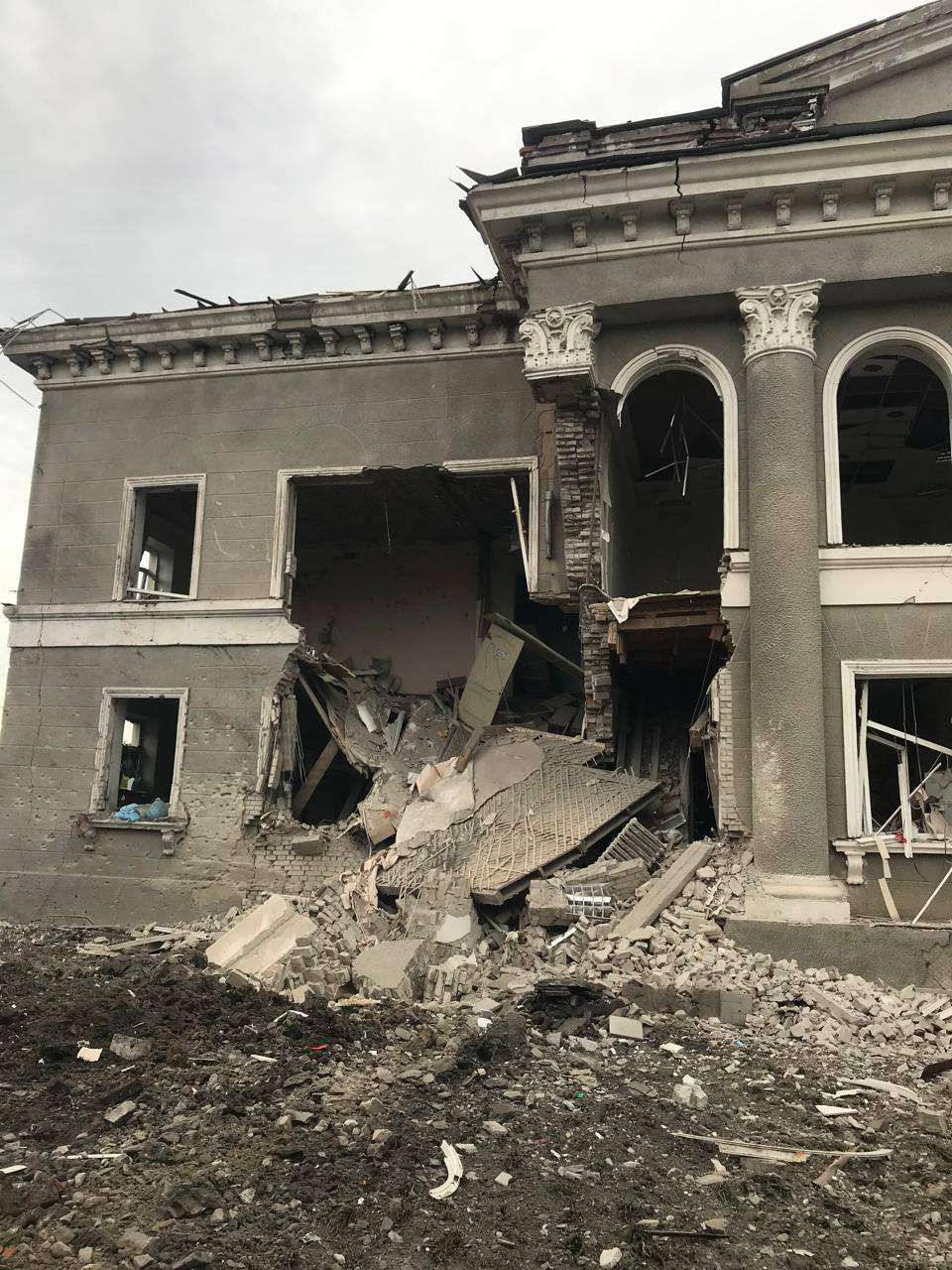
Бывшее здание администрации Золочева (Харьковская область) после ракетного удара 24 апреля

В результате ракетного удара российских войск по Одессе были повреждены 30 домов, пострадал по меньшей мере один человек. В Харькове разрушены газопровод, административные здания и четыре многоквартирных дома. «Укрэнерго» ввела графики отключений электричества для предприятий по всей стране; около 200 тысяч потребителей в Харьковской области оставались без света. В небе над Россией беспилотники были замечены над Смоленской, Липецкой и Воронежской областями. Их целью стали топливно-энергетические объекты; сообщалось о пожаре на Смоленском НПЗ и нефтебазах «Роснефти».
The Wall Street Journal сообщал о нехватке личного состава в украинских частях и подразделениях, обороняющих Часов Яр. Это отмечали и Telegram-каналы, указывающие на недостоверные доклады командованию ВСУ при штурме Очеретино.
Газета The New York Times сообщила, что в середине апреля США тайно отправили более 100 ракет дальнего радиуса ATACMS, которые ВСУ впервые применили при обстреле военного аэродрома в Крыму 17 апреля. Associated Press также сообщало, что эти ракеты атаковали российские войска на оккупированной территории. Одновременно пророссийские Telegram-каналы сообщали, что украинские военные взломали Starlink для управления дронами на дальних расстояниях. Высший антикоррупционный суд Украины конфисковал имущество главы оккупационной администрации Запорожской области.
Сенат США 24 апреля, вслед за палатой представителей, одобрил проект помощи Украине, и в течение суток документ подписал президент страны. Состав военной помощи, среди прочего, включил боеприпасы для реактивных систем залпового огня HIMARS, ракеты для противовоздушной обороны RIM-7 и AIM-9M, артиллерийские снаряды калибра 155 мм, снаряды калибра 105 мм и миномётные снаряды калибра 60 мм, зенитные ракеты Stinger, и противотанковое вооружение. Большая часть из них уже находилась в Европе и ждала отправки; объём первого пакета составил $1 млрд. Одновременно Европейская комиссия согласовала второй транш в 1,5 млрд евро макрофинансовой помощи из пакета поддержки Украины на общую сумму 50 млрд евро. Канцлер Германии подчеркнул, что решение США не освобождает страны Европы от обязательства расширять поддержку Украины.
Украина и Россия договорились провести обмен 48 детьми, перемещёнными в результате российского вторжения на Украину. Заключённое при посредничестве Катара соглашение предусматривает, что 29 детей будут перевезены на Украину и 19 — в РФ. Исследование «ОВД-Инфо» посчитало, что с начала войны к апрелю было известно о 902 фигурантах антивоенных дел в России, из них 261 лишён свободы и минимум 60 сообщили о пытках.
Швеция и Германия поддержали 14-й пакет европейских санкций против РФ, включающий эмбарго на импорт российского СПГ. Власти Украины запретили выдавать паспорта мужчинам в возрасте от 18 до 60 лет в представительствах за рубежом. Одновременно МВД Германии подтвердило, что украинские мужчины 18-60 лет со статусом беженцев не потеряют его, когда МИД приостановит оказание консульских услуг таким гражданам. В Литве и Польше заявили о готовности помочь вернуть на Украину мужчин призывного возраста.

## 25 апреля
Региональные власти и ВСУ сообщили о трёх погибших в посёлке Удачное в Донецкой области, десяти пострадавших при атаке на станцию и пассажирский электропоезд в Балаклее. При ракетном ударе по объекту электроэнергетики в Смеле Черкасской области повреждены 47 малоэтажных жилых домов и пострадали 6 человек.
Во время атаки украинских дронов на Липецк повреждения получил Новолипецкий металлургический комбинат, сообщила украинская разведка через Reuters. Над территорией России беспилотник атаковал пассажирский автобус в Брянской области.
25 апреля российские военные прорвались к Очеретино. По анализу Института изучения войны, этот прорыв может заставить украинцев отступить на запад по всей линии обороны, но это не приведёт к обрушению фронта. BBC сообщил, что обе стороны подтягивают резервы в этот регион. В случае дальнейшего продвижения российских войск на запад они могут встретить новые оборонительные рубежи в районе Карловского водохранилища и реки Волчья, которые трудно форсировать. В сложившихся условиях аналитики не ожидали быстрого продвижения россиян в сторону ключевого города Покровска.
Военкоры сообщали, что российские войска расширяют зону контроля на северном фасаде авдеевской операционной зоны. Пророссийские каналы опубликовали кадры с военными в центре Красногоровки к северу от Марьинки. Известно, что украинские военные вывели с фронта американские танки Abrams из-за российских разведывательных и ударных дронов.
С начала войны на Украине вернувшиеся российские военные совершили 84 преступления с жертвами, убив 107 человек и тяжело ранив ещё 100. Также известны случаи преступлений на территории Украины, например, 25 апреля задержали двух российских военных, которые убили четырёх человек в Херсонской области, их тела сожгли и подорвали. Одной из жертв была глава администрации Абрикосовки Любовь Тымчак.
ОБСЕ предоставила отчёт, в котором аресты мирных протестующих на оккупированных украинских территориях названы «определяющей чертой российской стратегии». Авторы оценили это как преступления против человечности и военные преступления. Европейский парламент проведение выборов в Крыму и на отдельных районах Донецкой, Луганской, Запорожской и Херсонской областей недемократическим и незаконным, потребовав санкций от ЕС против лиц, причастных к их организации и проведению. Предположительно, в 14-й пакет санкций могут включить меры против судов, доставляющих в Россию северокорейское военное оборудование;
Владимир Зеленский, ссылаясь на данные разведки, заявил 25 апреля, что Россия намерена сорвать июньскую Мирную конференцию в Швейцарии, сократив число участников. Президент Франции назвал конфликт на Украине «главной угрозой европейской безопасности». Одновременно Сейм Литвы продлил санкции против граждан РФ и Белоруссии, запретив ввоз сельскохозяйственной продукции и кормов.

## 26 апреля

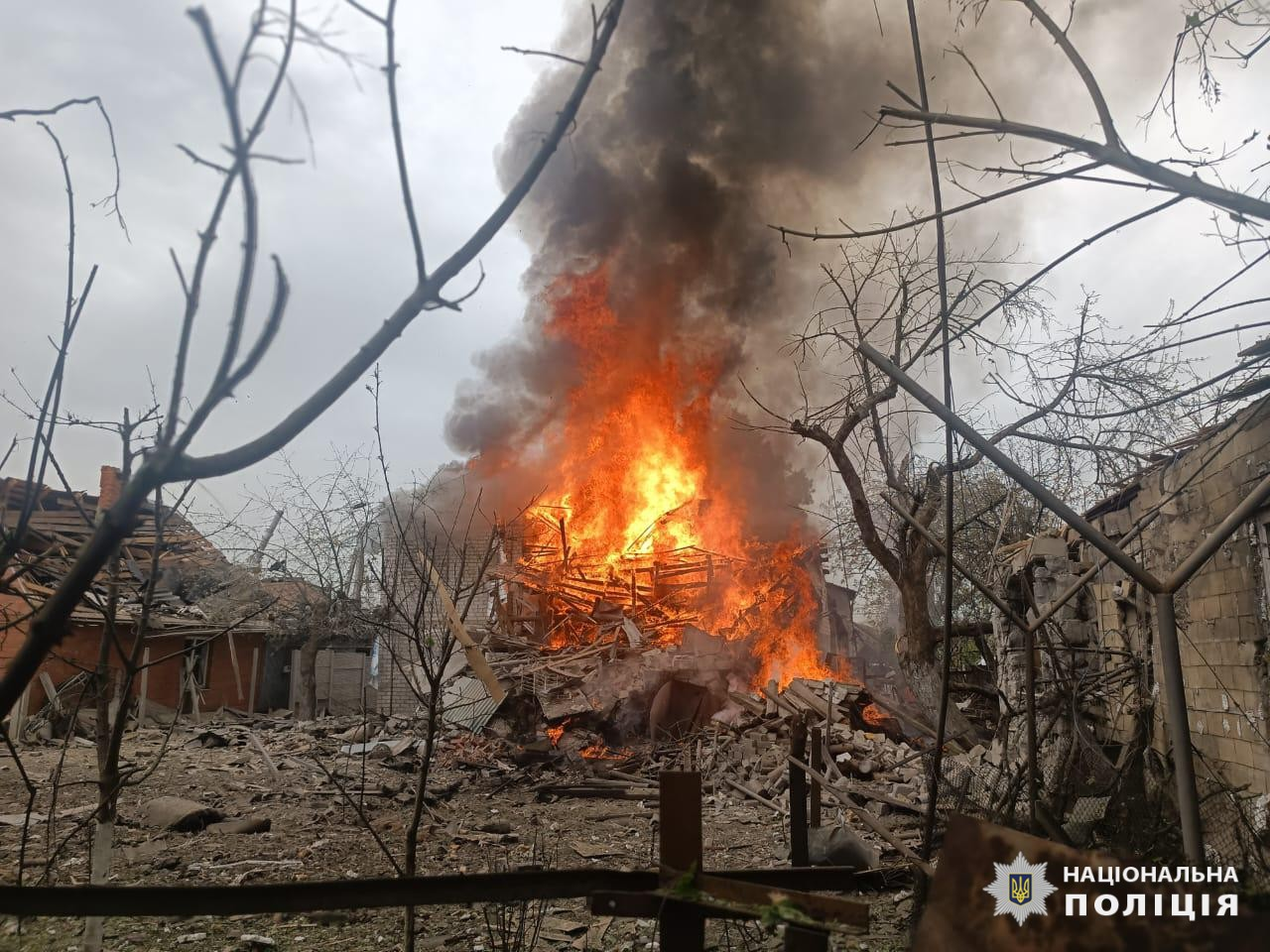
Дом в Дергачах в Харьковской области после падения российской авиабомбы, 26 апреля 2024 года

В Киеве началась эвакуация в двух больниц на улице Богатырской после публикации в «Белорусском телеграфном агентстве» слов председателя КГБ о наличии в них «логова террористов». Киевская городская администрация посчитала, что противник «фактически анонсировал» удар по госпиталям. В результате обстрела Сум и Белополья 26 апреля погибли две женщины. Военная администрация Харьковской области сообщила, что российский снаряд попал в жилой дом, вызвав пожар и ранив троих детей и одну женщину.
Российские СМИ сообщили о поджоге транспортного вертолёта Ка-32 на аэродроме Остафьево на юго-западе Москвы. Видео с происшествием опубликовало ГУР; позднее Дорогомиловский суд Москвы арестовал пятерых обвиняемых в поджоге. Одновременно ГУР Украины атаковали сайты и домены российской правящей партии «Единая Россия».
Беспилотники были замечены в Краснодарском крае, где губернатор сообщил о 10 сбитых дронах. Под атаку, в частности, попал нефтеперерабатывающий завод в Славянске-на-Кубани, повреждена ректификационная колонна. В Брянской области дрон-камикадзе поразил пассажирский автобус, в результате чего погибли четыре мирных жителя. В селе Коровяковка Курской области власти зафиксировали 11 прилетов, погиб один местный житель. Над Белгородской областью были сбиты два беспилотника. В оккупированном российскими войсками Токмаке Запорожской области снаряд попал в многоэтажный дом, разрушив четыре квартиры и ранив минимум четверых человек.
Институт изучения войны, ссылаясь на информацию от военных наблюдателей, сообщил о прорыве российских войск к Новобахмутовке и в центр села Соловьево южнее Очеретина. С другой стороны выступа они продвинулись на два километра в Новокалинове. Аналитики ожидали возможного отступления украинских войск вдоль линии Бердычи-Семеновка-Уманское при дальнейшем ухудшении ситуации. 26 апреля Украина вернула тела 140 своих военных, Россия получила 36 тел.
США анонсировали очередной пакет военной помощи Украине на $6 млрд, куда войдут боеприпасы для систем Patriot, HIMARS и NASAMS, а также артиллерийские боеприпасы, оружие для борьбы с БПЛА и ракеты класса «воздух-земля». Бельгийские власти заявили о планах ускорить передачу Киеву 6 истребителей F-16 и обеспечит их поставку к концу года. Министр обороны Дании анонсировал увеличение фонда помощи Украине на 2023—2028 годы на $630 млн.
МВД Польши сообщило, что не будет депортировать украинцев призывного возраста с просроченными паспортами. Такую же позицию занял МИД Эстонии. Позднее Украина заявила, что не собирается принудительно возвращать из-за границы своих граждан, подлежащих военному призыву. Однако к концу месяца такие страны, как Польша и Литва, заявили, что для отправки украинцев обратно в страну «должна быть создана какая-то специальная законодательная база».

## 27 апреля

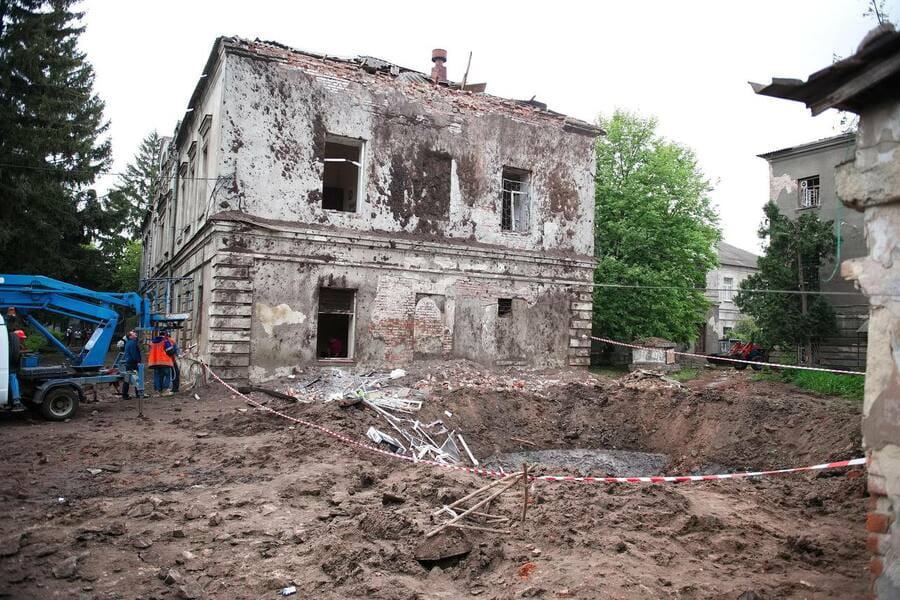
Воронка между корпусами Харьковской областной клинической психиатрической больницы № 3

Россия нанесла массированный ракетный удар по Украине. Сирены сработали в Черниговской, Киевской, Харьковской, Херсонской и Днепропетровской областях. По данным Воздушных сил ВСУ, было выпущено 34 ракеты разных типов, из них 21 была уничтожена. Украинское Минэнерго сообщило об ударах по энергообъектам в Днепропетровской, Ивано-Франковской и Львовской областях. СМИ сообщили о как минимум четырёх ТЭС ДТЭК, где были пострадавшие и серьёзные повреждения. Компания ДТЭК подсчитала, что Россия 180 раз атаковала украинские теплоэлектростанции с начала войны, в том числе ракетами «Кинжал». В Харькове были повреждены корпуса психиатрической больницы, известно об одном пострадавшем.
Во время ночной атаки СБУ на Краснодарский край был повреждён Славянский нефтеперерабатывающий завод и военный аэродром «Кущёвская». Региональные СМИ сообщали также об атаке Ильский НПЗ в Северском районе Краснодарского края. При атаке дрона на Белгородскую область были ранены пятеро человек, включая подростка.
Главнокомандующий ВСУ Александр Сырский охарактеризовал ситуацию на фронте как «сложную» и «имеющую тенденцию к обострению». Согласно данным анализа, проведённого Институтом изучения войны в апреле, с начала 2024 года российским войскам удалось захватить более 360 квадратных километров украинской территории.
The New York Times сообщила, что США оказывают давление на Киев, требуя «решить проблемы с призывом». В России набор в армию проходил скрыто, в частности, сотрудниками Следственного комитета. распространяли среди подозреваемых документ под названием «Разъяснение», в котором прописаны положения об освобождении от уголовной ответственности при подписании контракта с армией.
Газета Welt am Sonntag сообщала, что Украина вышла из мирных переговоров в апреле 2022 года, так как Москва выдвинула дополнительные условия для окончания войны. Среди них было требование сделать русский язык вторым официальным языком, отменить взаимные санкции и прекратить иски в международных судах. Пресс-секретарь президента России Дмитрий Песков отрицал это, назвав причиной отказа Украины прямое давление со стороны Великобритании.
Телеканал «Дождь» выпустил расследование о практике усыновления украинских детей в российские семьи, несмотря на заявления детского омбудсмена Мария Львова-Белова только о передаче детей под опеку. Ранее было известно, что семья председателя партии «Справедливая Россия — За Правду» Сергея Миронова удочерила 10-месячную украинскую девочку, хотя у неё есть законный опекун, брат и сестра. Теперь благодаря журналистам стало известно об усыновлении российской семьёй шестилетнего мальчика из донецкого детдома.

## 28 апреля

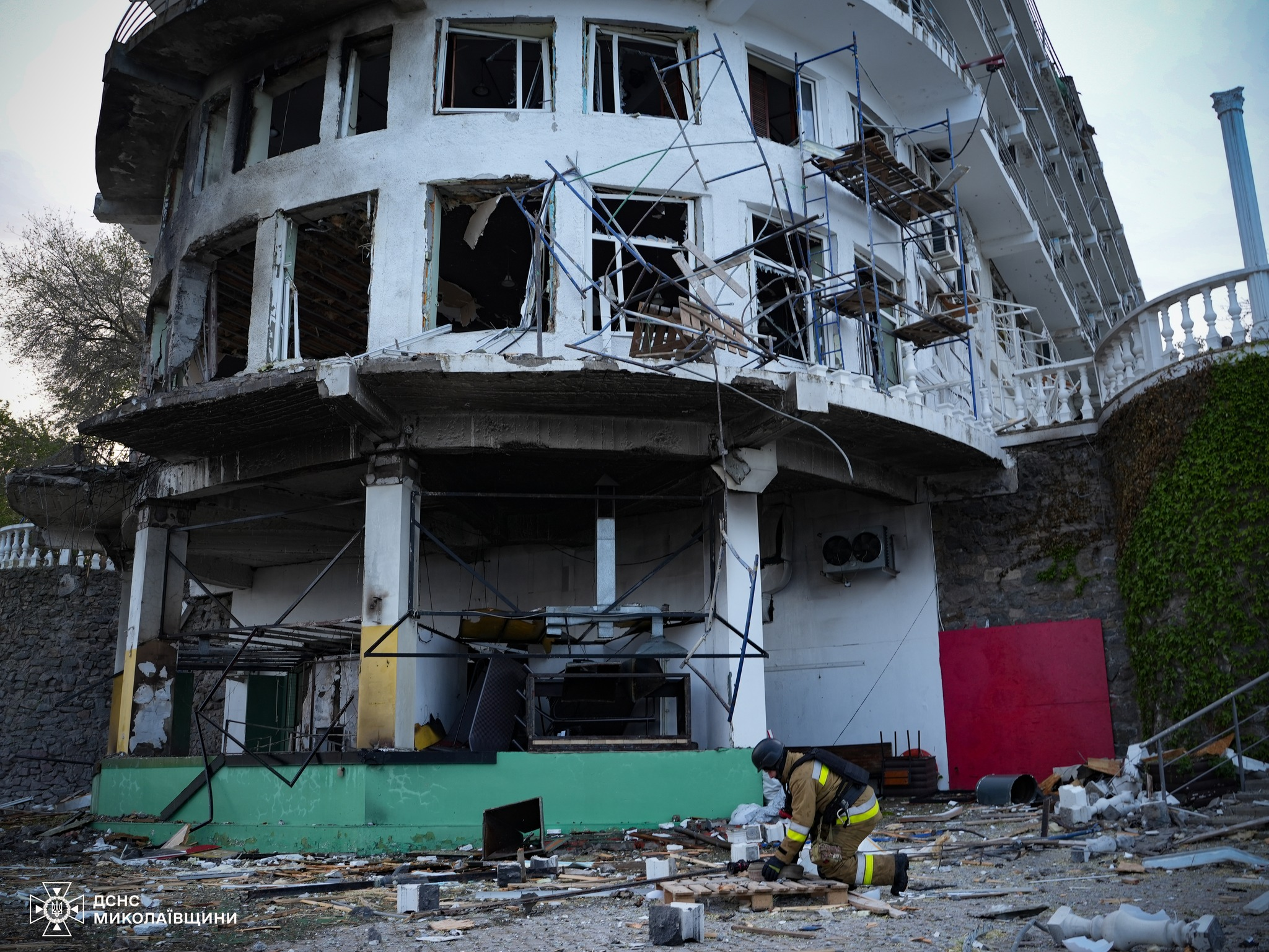
Гостиница в Николаеве после российского удара в ночь на 28 апреля 2024 года

Российские войска обстреляли Николаев дронами, что вызвало пожар в отеле и повредило объект теплогенерирующей инфраструктуры. В результате обстрелов в Днепропетровской области пострадали три человека, была повреждена линия электропередач.
В ночь на 28 апреля атаке подверглись четыре региона России: девять дронов были уничтожены над Брянской областью, три над Курской, два над Белгородской и три над Калужской областями. Три дрона упали в районе нефтебазы города Людиново. Пророссийские Telegram-каналы сообщали об ударе ATACMS по подразделениям российских ПВО на мысе Тарханкут, но официального подтверждения этой информации не последовало. Ранее журналист Александр Невзоров без указания на источники написал, что «США дали добро ВСУ бить по военным объектам в Крыму дальнобойными ракетами ATACMS». Похожее предположение сделали телеканал «Вести Крым», бывший министр обороны Литвы.
Главнокомандующий ВСУ сообщил об обострении ситуации на фронте, где «отдельные позиции переходили из рук в руки несколько раз в течение суток». Он отметил, что тяжёлые бои идут по всей линии фронта, но наиболее сложная ситуация наблюдается на Покровском и Кураховском направлениях. Минобороны РФ заявило, что Новобахмутовка в Донецкой области перешла под контроль российских войск, однако ВСУ не комментировало эту информацию. Аналитики Института изучения войны полагают, что российская сторона может добиться ещё некоторых успехов, пока ВСУ ожидают поставок помощи из США.
Министерство обороны Великобритании опубликовало оценки числа погибших и раненых военнослужащих в войне, которые достигли 450 тысяч. По данным британцев, было уничтожено, брошено или захвачено более 10 тысяч российских бронемашин, включая около 3000 основных боевых танков, 109 самолётов, 136 вертолётов, 346 беспилотных летательных аппаратов, 23 военно-морских корабля всех классов и более 1500 артиллерийских систем всех типов.
Главное управление региональной безопасности Московской области сообщило, что после таяния снега было обнаружено около десяти сбитых дронов.
The Wall Street Journal сообщил, что Германия выступает против идеи принудительного изъятия части замороженных в ЕС активов, опасаясь, что это может создать прецедент для новых исков за преступления времён Второй мировой войны. Тем не менее представители ЕС подтвердили, что намерены поддерживать Украину вплоть до окончания боевых действий. В свою очередь, власти Австралии объявили о выделении нового пакета военной помощи Киеву на $100 млн, половина из которых будет направлена на поставку крупной партии зенитных комплексов.
The Insider выяснил, что Россия импортирует танталовые конденсаторы, используемые в производстве ракет и беспилотников, через целый ряд стран, включая США и другие государства-союзники Украины.
Европейские лидеры назвали войну на Украине «главной угрозой для европейской безопасности сегодня». Россию обвиняют во вмешательстве в европейскую политику: немецкая газета Spiegel опубликовала расследование, согласно которому Кремль разработал манифест для крайне правой немецкой партии «Альтернатива для Германии», содержащий выгодные для Москвы тезисы о войне.

## 29 апреля

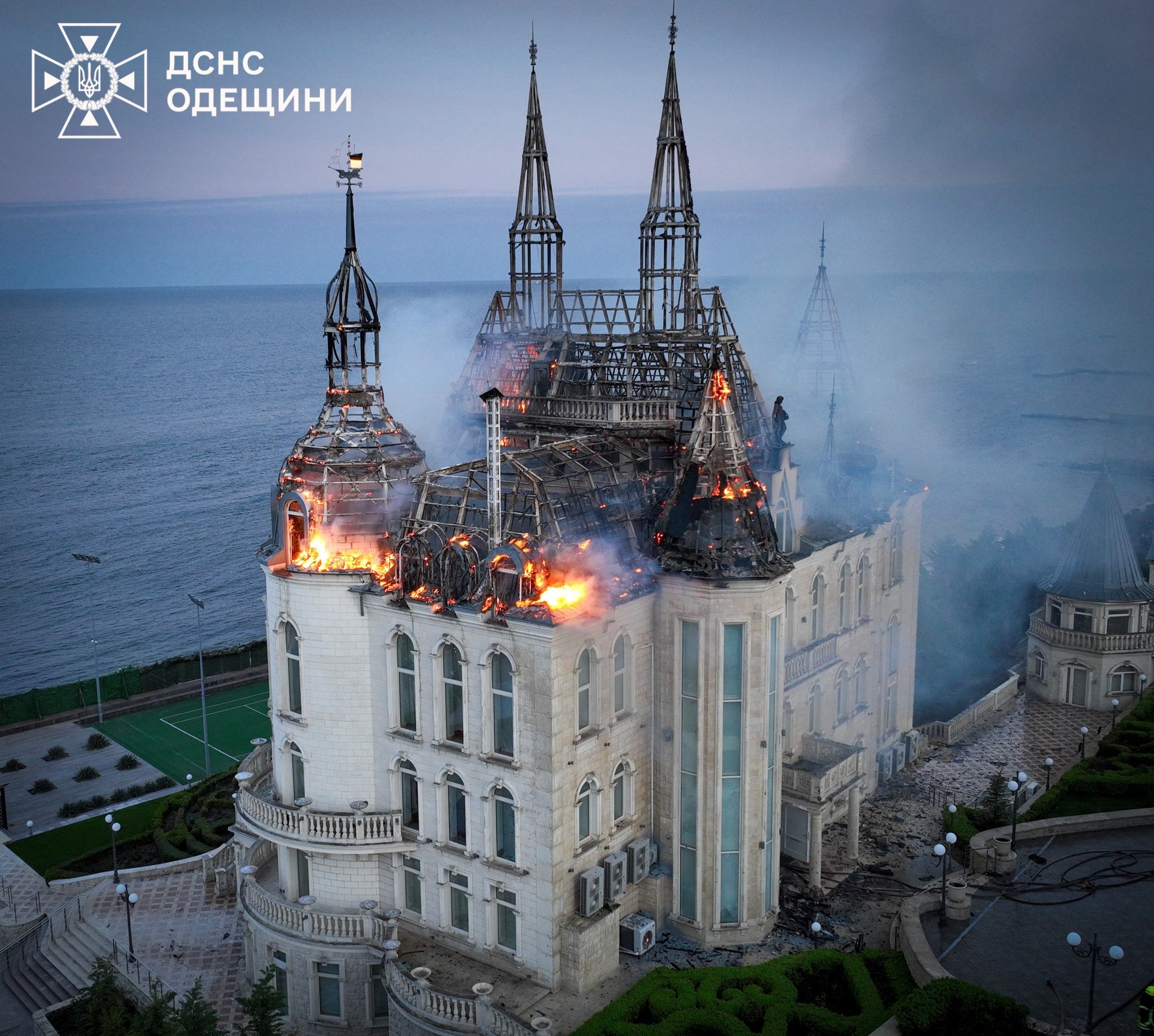
Дворец студентов Одесской юридической академии (резиденция Сергея Кивалова) после удара

Российские военные 29 апреля нанесли ракетный удар по Одессе с использованием баллистической ракеты «Искандер-М» с кассетной боеголовкой. Снаряды попали в жилые дома, загорелся Дворец студентов Одесской юридической академии. Погибли 7 человек, в том числе проректор Международного гуманитарного университета (ещё один человек умер от инсульта, спровоцированного атакой). Пострадали более 30 человек, среди которых президент юридической академии Сергей Кивалов. Следующий день в Одесской области был объявлен днём траура. Также было обстреляно село Кизомыс Херсонской области, где погиб один местный житель, и село Загрызово, где управляемые авиабомбы разрушили частный дом.
Минобороны РФ заявило о взятии села Семёновка в Донецкой области. Ведомство сообщило о боевых успехах в районах населённых пунктов Григоровка, Красногоровка и Константиновка в Донецкой области, Синьковка в Харьковской области и Диброва в Луганской области. Главнокомандующий Украины Александр Сырский заявил, что ситуация на фронте заметно ухудшилась. По его словам, самая сложная ситуация сложилась в районе Авдеевки, где ВС РФ разместили контингент численностью до четырёх бригад, и ВСУ были вынуждены отступить из трёх сёл, расположенных западнее города.
Эксперты ООН подтвердили, что обломки ракеты, атаковавшей Харьков 2 января, принадлежат Hwasong-11, которую Россия получила из Северной Кореи. Это свидетельствует о нарушении эмбарго на поставки оружия из КНДР. Однако специалисты не смогли «независимо определить, откуда и кем была запущена ракета».
В СМИ появилась информация, что Украина подала в конце апреля обновлённое уведомление в Совет Европы о частичных ограничениях действия отдельных пунктов Европейской конвенции по правам и свободам человека в связи с военным положением. К ним относились положения о неприкосновенности жилья, тайне переписки, невмешательстве в личную и семейную жизнь, свободе передвижения, праве на свободу мысли и слова, свободном выражении мнений. В Киеве эту информацию опровергли. Министр юстиций заявил, что такое решение является стандартной практикой, и уведомление о возможности ограничения определённых прав было передано ещё в 2022 году; к апрелю 2024 список был обновлён.
Генсек НАТО Йенс Столтенберг посетил Украину. Он признал, что страны НАТО в последние месяцы не выполнили обещаний по поставкам оружия, и предложил создать Фонд финансовой поддержки украинской обороны объёмом 100 млрд евро сроком на пять лет. Столтенберг пригласил Владимира Зеленского участвовать в июльском саммите альянса, но подчеркнул, что не стоит рассчитывать на приглашение к членству.
На суде в Германии бывший офицер бундесвера Томас Х. признался в шпионаже в пользу России, мотивируя это опасениями эскалации войны. 29 апреля временной автоблокировке в Telegram подверглось несколько ботов ГУР и СБУ.
29 апреля польские фермеры завершили протест на границе с Украиной, освободив последний из заблокированных пунктов пропуска. Одновременно Financial Times опубликовал анализ, согласно которому семь крупных европейских банков, оставшихся в России, сообщили о совокупной прибыли в размере более 3 млрд евро в 2023 году, что в четыре раза превышает уровень довоенного периода (800 млн евро).
По подсчётам украинской прокуратуры, с 2022 года было открыто почти 11 тысяч уголовных дел из-за уклонения от призыва на военную службу. Из них только треть дошла до суда.

## 30 апреля

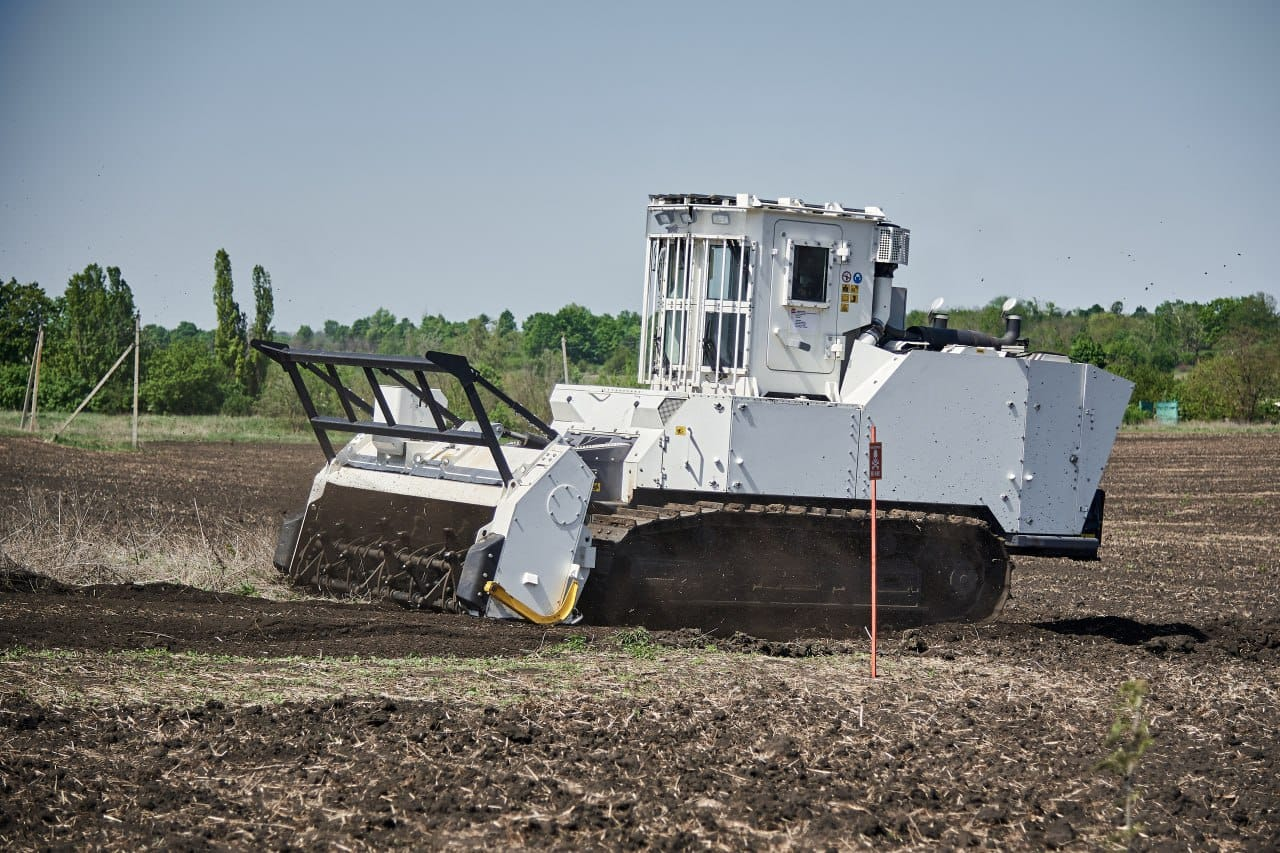
Машина разминирования работает на полях Харьковской области, 30 апреля 2024

Утром 30 апреля Харьков подвергся обстрелу управляемыми авиабомбами, среди целей была железнодорожная инфраструктура. В результате чего погиб один мирный житель и ещё семь человек получили ранения. Региональные власти Запорожской области сообщили, что российские войска за сутки нанесли 254 удара по территории семи населённых пунктов, в том числе были использованы 96 беспилотников различных модификаций. Прокуратура Украины подсчитала, что с начала войны к концу апреля погибло 545 детей, а более 1309 получили ранения различной степени тяжести.
Украинские войска обстреляли военный аэродром Джанкой в Крыму дальнобойными ракетами ATACMS, полученными в апреле качестве военной помощи из США. Также были атакованы военные части в Сакском и Черноморском районах. Минобороны России заявило, что системы ПВО сбили 6 таких ракет. Региональные власти сообщили о падении неразорвавшихся суббоеприпасов в селе Донское под Симферополем, известно о минимум 9 раненых. Также была зафиксирована одна сбитая цель в Белгородской области. На Крымскому мосту было перекрыто движение.
Проанализировав удары по российским НПЗ и аэродромам в конце апреля, британская разведка прогнозировала, что российская армия будет ещё больше рассредотачивать свои самолёты и средства ПВО. Wall Street Journal опубликовал расследование об украинских стартапах, производящих дроны, на которые опирается украинская армия для ударов по территории России.
30 апреля стало известно о ликвидации в Киеве ботоферм, участвовавших в информационных диверсиях в пользу российской разведки. Пророссийские хакеры создавали фейковые аккаунты руководителей украинских спецслужб и распространяли дезинформацию о войне в Украине.
На конференции в Чехии Владимир Зеленский заявил, что членство в ЕС — это «мечта, которая скоро воплотится в реальность для Украины». Правительство Латвии подтвердило, что передаст ВСУ зенитные установки NBS и тактические беспилотные систем наблюдения, подчеркнув, что ежегодно страна выделяет 0,25 % своего ВВП на военную поддержку Украины. Парламент Исландии принял резолюцию о долгосрочной поддержке Украины до 2028 года.